# Llista d'asteroides (271001-272000)
Llista d'asteroides del 271.001 al 272.000, amb data de descoberta i descobridor. És un fragment de la llista d'asteroides completa. Als asteroides se'ls dona un número quan es confirma la seva òrbita, per tant apareixen llistats aproximadament segons la data de descobriment.

## 271001-271100
| Nom                  | Designació provisional | Data de descobriment   | Lloc de descobriment | Descobridor/s  |
| -------------------- | ---------------------- | ---------------------- | -------------------- | -------------- |
| 271001               | 2002 XK74              | 11 de desembre de 2002 | Socorro              | LINEAR         |
| 271002               | 2002 XB75              | 11 de desembre de 2002 | Socorro              | LINEAR         |
| 271003               | 2002 XC86              | 11 de desembre de 2002 | Socorro              | LINEAR         |
| 271004               | 2002 XE87              | 11 de desembre de 2002 | Socorro              | LINEAR         |
| 271005               | 2002 XN94              | 2 de desembre de 2002  | Socorro              | LINEAR         |
| 271006               | 2002 XA115             | 3 de desembre de 2002  | Palomar              | NEAT           |
| 271007               | 2002 XF117             | 10 de desembre de 2002 | Palomar              | NEAT           |
| 271008               | 2002 YM2               | 28 de desembre de 2002 | Pla D'Arguines       | Pla D'Arguines |
| 271009 Reitterferenc | 2002 YE3               | 25 de desembre de 2002 | Piszkéstető          | K. Sárneczky   |
| 271010               | 2002 YE6               | 28 de desembre de 2002 | Kitt Peak            | Spacewatch     |
| 271011               | 2002 YT9               | 31 de desembre de 2002 | Socorro              | LINEAR         |
| 271012               | 2002 YR17              | 31 de desembre de 2002 | Socorro              | LINEAR         |
| 271013               | 2002 YN29              | 31 de desembre de 2002 | Socorro              | LINEAR         |
| 271014               | 2002 YO30              | 31 de desembre de 2002 | Socorro              | LINEAR         |
| 271015               | 2003 AW                | 1 de gener de 2003     | Socorro              | LINEAR         |
| 271016               | 2003 AF2               | 2 de gener de 2003     | Socorro              | LINEAR         |
| 271017               | 2003 AV10              | 1 de gener de 2003     | Socorro              | LINEAR         |
| 271018               | 2003 AV15              | 4 de gener de 2003     | Socorro              | LINEAR         |
| 271019               | 2003 AY16              | 11 de desembre de 2002 | Socorro              | LINEAR         |
| 271020               | 2003 AT20              | 5 de gener de 2003     | Socorro              | LINEAR         |
| 271021               | 2003 AB40              | 7 de gener de 2003     | Socorro              | LINEAR         |
| 271022               | 2003 AP44              | 5 de gener de 2003     | Socorro              | LINEAR         |
| 271023               | 2003 AD46              | 5 de gener de 2003     | Socorro              | LINEAR         |
| 271024               | 2003 AL54              | 5 de gener de 2003     | Socorro              | LINEAR         |
| 271025               | 2003 AQ64              | 7 de gener de 2003     | Socorro              | LINEAR         |
| 271026               | 2003 AP73              | 9 de gener de 2003     | Socorro              | LINEAR         |
| 271027               | 2003 AJ81              | 10 de gener de 2003    | Socorro              | LINEAR         |
| 271028               | 2003 AC88              | 2 de gener de 2003     | Socorro              | LINEAR         |
| 271029               | 2003 BU30              | 27 de gener de 2003    | Socorro              | LINEAR         |
| 271030               | 2003 BX30              | 27 de gener de 2003    | Socorro              | LINEAR         |
| 271031               | 2003 BD31              | 27 de gener de 2003    | Socorro              | LINEAR         |
| 271032               | 2003 BW34              | 27 de gener de 2003    | Socorro              | LINEAR         |
| 271033               | 2003 BO49              | 27 de gener de 2003    | Anderson Mesa        | LONEOS         |
| 271034               | 2003 BZ49              | 27 de gener de 2003    | Socorro              | LINEAR         |
| 271035               | 2003 BY56              | 27 de gener de 2003    | Socorro              | LINEAR         |
| 271036               | 2003 BV78              | 31 de gener de 2003    | Palomar              | NEAT           |
| 271037               | 2003 CQ3               | 2 de febrer de 2003    | Anderson Mesa        | LONEOS         |
| 271038               | 2003 CT10              | 3 de febrer de 2003    | Palomar              | NEAT           |
| 271039               | 2003 DD5               | 19 de febrer de 2003   | Palomar              | NEAT           |
| 271040               | 2003 DA17              | 21 de febrer de 2003   | Palomar              | NEAT           |
| 271041               | 2003 EY3               | 5 de març de 2003      | Socorro              | LINEAR         |
| 271042               | 2003 FC3               | 24 de març de 2003     | Socorro              | LINEAR         |
| 271043               | 2003 FP4               | 26 de març de 2003     | Socorro              | LINEAR         |
| 271044               | 2003 FK6               | 27 de març de 2003     | Campo Imperatore     | CINEOS         |
| 271045               | 2003 FR8               | 31 de març de 2003     | Socorro              | LINEAR         |
| 271046               | 2003 FT8               | 31 de març de 2003     | Socorro              | LINEAR         |
| 271047               | 2003 FU8               | 31 de març de 2003     | Socorro              | LINEAR         |
| 271048               | 2003 FN9               | 21 de març de 2003     | Palomar              | NEAT           |
| 271049               | 2003 FW25              | 24 de març de 2003     | Kitt Peak            | Spacewatch     |
| 271050               | 2003 FW33              | 23 de març de 2003     | Kitt Peak            | Spacewatch     |
| 271051               | 2003 FY68              | 26 de març de 2003     | Palomar              | NEAT           |
| 271052               | 2003 FQ74              | 26 de març de 2003     | Palomar              | NEAT           |
| 271053               | 2003 FW131             | 24 de març de 2003     | Kitt Peak            | Spacewatch     |
| 271054               | 2003 GU                | 1 d'abril de 2003      | Socorro              | LINEAR         |
| 271055               | 2003 GB5               | 1 d'abril de 2003      | Socorro              | LINEAR         |
| 271056               | 2003 GP8               | 3 d'abril de 2003      | Anderson Mesa        | LONEOS         |
| 271057               | 2003 GH34              | 5 d'abril de 2003      | Anderson Mesa        | LONEOS         |
| 271058               | 2003 GC36              | 5 d'abril de 2003      | Anderson Mesa        | LONEOS         |
| 271059               | 2003 GG45              | 8 d'abril de 2003      | Palomar              | NEAT           |
| 271060               | 2003 GZ48              | 8 d'abril de 2003      | Kitt Peak            | Spacewatch     |
| 271061               | 2003 GR56              | 11 d'abril de 2003     | Kitt Peak            | Spacewatch     |
| 271062               | 2003 HF13              | 24 d'abril de 2003     | Kitt Peak            | Spacewatch     |
| 271063               | 2003 HX15              | 27 d'abril de 2003     | Socorro              | LINEAR         |
| 271064               | 2003 HJ17              | 25 d'abril de 2003     | Anderson Mesa        | LONEOS         |
| 271065               | 2003 HF19              | 26 d'abril de 2003     | Kitt Peak            | Spacewatch     |
| 271066               | 2003 HP27              | 27 d'abril de 2003     | Socorro              | LINEAR         |
| 271067               | 2003 HF44              | 27 d'abril de 2003     | Anderson Mesa        | LONEOS         |
| 271068               | 2003 JN2               | 1 de maig de 2003      | Kitt Peak            | Spacewatch     |
| 271069               | 2003 JH4               | 2 de maig de 2003      | Socorro              | LINEAR         |
| 271070               | 2003 JC5               | 1 de maig de 2003      | Socorro              | LINEAR         |
| 271071               | 2003 JN8               | 2 de maig de 2003      | Socorro              | LINEAR         |
| 271072               | 2003 KZ6               | 22 de maig de 2003     | Kitt Peak            | Spacewatch     |
| 271073               | 2003 KU13              | 28 de maig de 2003     | Haleakala            | NEAT           |
| 271074               | 2003 KB32              | 27 de maig de 2003     | Kitt Peak            | Spacewatch     |
| 271075               | 2003 LS4               | 5 de juny de 2003      | Kitt Peak            | Spacewatch     |
| 271076               | 2003 ML3               | 25 de juny de 2003     | Socorro              | LINEAR         |
| 271077               | 2003 MW4               | 26 de juny de 2003     | Socorro              | LINEAR         |
| 271078               | 2003 NU4               | 5 de juliol de 2003    | Haleakala            | NEAT           |
| 271079               | 2003 OO1               | 21 de juliol de 2003   | Haleakala            | NEAT           |
| 271080               | 2003 OU7               | 25 de juliol de 2003   | Palomar              | NEAT           |
| 271081               | 2003 OF10              | 25 de juliol de 2003   | Socorro              | LINEAR         |
| 271082               | 2003 OB12              | 22 de juliol de 2003   | Palomar              | NEAT           |
| 271083               | 2003 ON23              | 22 de juliol de 2003   | Campo Imperatore     | CINEOS         |
| 271084               | 2003 PE8               | 2 d'agost de 2003      | Haleakala            | NEAT           |
| 271085               | 2003 QB3               | 19 d'agost de 2003     | Campo Imperatore     | CINEOS         |
| 271086               | 2003 QD4               | 18 d'agost de 2003     | Campo Imperatore     | CINEOS         |
| 271087               | 2003 QL7               | 21 d'agost de 2003     | Palomar              | NEAT           |
| 271088               | 2003 QR7               | 21 d'agost de 2003     | Palomar              | NEAT           |
| 271089               | 2003 QO13              | 22 d'agost de 2003     | Palomar              | NEAT           |
| 271090               | 2003 QC16              | 20 d'agost de 2003     | Palomar              | NEAT           |
| 271091               | 2003 QA20              | 22 d'agost de 2003     | Palomar              | NEAT           |
| 271092               | 2003 QE21              | 22 d'agost de 2003     | Palomar              | NEAT           |
| 271093               | 2003 QR22              | 20 d'agost de 2003     | Palomar              | NEAT           |
| 271094               | 2003 QT26              | 22 d'agost de 2003     | Haleakala            | NEAT           |
| 271095               | 2003 QD27              | 22 d'agost de 2003     | Campo Imperatore     | CINEOS         |
| 271096               | 2003 QH31              | 20 d'agost de 2003     | Saint-Sulpice        | Saint-Sulpice  |
| 271097               | 2003 QA72              | 26 d'agost de 2003     | Socorro              | LINEAR         |
| 271098               | 2003 QJ75              | 24 d'agost de 2003     | Socorro              | LINEAR         |
| 271099               | 2003 QB78              | 24 d'agost de 2003     | Socorro              | LINEAR         |
| 271100               | 2003 QZ92              | 27 d'agost de 2003     | Palomar              | NEAT           |

## 271101-271200
| Nom    | Designació provisional | Data de descobriment   | Lloc de descobriment | Descobridor/s               |
| ------ | ---------------------- | ---------------------- | -------------------- | --------------------------- |
| 271101 | 2003 QF94              | 28 d'agost de 2003     | Haleakala            | NEAT                        |
| 271102 | 2003 QD96              | 30 d'agost de 2003     | Haleakala            | NEAT                        |
| 271103 | 2003 QZ98              | 30 d'agost de 2003     | Kitt Peak            | Spacewatch                  |
| 271104 | 2003 QV100             | 28 d'agost de 2003     | Haleakala            | NEAT                        |
| 271105 | 2003 QT101             | 29 d'agost de 2003     | Haleakala            | NEAT                        |
| 271106 | 2003 QL114             | 23 d'agost de 2003     | Campo Imperatore     | CINEOS                      |
| 271107 | 2003 RK                | 2 de setembre de 2003  | Haleakala            | NEAT                        |
| 271108 | 2003 RP4               | 3 de setembre de 2003  | Socorro              | LINEAR                      |
| 271109 | 2003 RV10              | 13 de setembre de 2003 | Great Shefford       | P. Birtwhistle              |
| 271110 | 2003 RO11              | 15 de setembre de 2003 | Wrightwood           | J. W. Young                 |
| 271111 | 2003 RH17              | 15 de setembre de 2003 | Palomar              | NEAT                        |
| 271112 | 2003 RK18              | 14 de setembre de 2003 | Anderson Mesa        | LONEOS                      |
| 271113 | 2003 RR22              | 15 de setembre de 2003 | Haleakala            | NEAT                        |
| 271114 | 2003 RV25              | 15 de setembre de 2003 | Palomar              | NEAT                        |
| 271115 | 2003 SQ2               | 16 de setembre de 2003 | Kitt Peak            | Spacewatch                  |
| 271116 | 2003 ST2               | 16 de setembre de 2003 | Kitt Peak            | Spacewatch                  |
| 271117 | 2003 SP5               | 16 de setembre de 2003 | Kitt Peak            | Spacewatch                  |
| 271118 | 2003 SB6               | 16 de setembre de 2003 | Kitt Peak            | Spacewatch                  |
| 271119 | 2003 SE8               | 16 de setembre de 2003 | Kitt Peak            | Spacewatch                  |
| 271120 | 2003 ST15              | 16 de setembre de 2003 | Kitt Peak            | Spacewatch                  |
| 271121 | 2003 SB22              | 16 de setembre de 2003 | Kitt Peak            | Spacewatch                  |
| 271122 | 2003 SB30              | 18 de setembre de 2003 | Palomar              | NEAT                        |
| 271123 | 2003 SN42              | 16 de setembre de 2003 | Anderson Mesa        | LONEOS                      |
| 271124 | 2003 SM43              | 16 de setembre de 2003 | Anderson Mesa        | LONEOS                      |
| 271125 | 2003 SK47              | 17 de setembre de 2003 | Kvistaberg           | Uppsala-DLR Asteroid Survey |
| 271126 | 2003 SE53              | 19 de setembre de 2003 | Palomar              | NEAT                        |
| 271127 | 2003 SQ57              | 16 de setembre de 2003 | Kitt Peak            | Spacewatch                  |
| 271128 | 2003 SM62              | 17 de setembre de 2003 | Socorro              | LINEAR                      |
| 271129 | 2003 SU62              | 17 de setembre de 2003 | Kitt Peak            | Spacewatch                  |
| 271130 | 2003 SV63              | 17 de setembre de 2003 | Campo Imperatore     | CINEOS                      |
| 271131 | 2003 SA71              | 18 de setembre de 2003 | Kitt Peak            | Spacewatch                  |
| 271132 | 2003 SJ74              | 18 de setembre de 2003 | Kitt Peak            | Spacewatch                  |
| 271133 | 2003 SU76              | 19 de setembre de 2003 | Uccle                | Uccle                       |
| 271134 | 2003 SL78              | 19 de setembre de 2003 | Kitt Peak            | Spacewatch                  |
| 271135 | 2003 SB106             | 20 de setembre de 2003 | Palomar              | NEAT                        |
| 271136 | 2003 SW111             | 19 de setembre de 2003 | Haleakala            | NEAT                        |
| 271137 | 2003 SS113             | 16 de setembre de 2003 | Kitt Peak            | Spacewatch                  |
| 271138 | 2003 ST118             | 16 de setembre de 2003 | Kitt Peak            | Spacewatch                  |
| 271139 | 2003 SX123             | 12 de gener de 2000    | Kitt Peak            | Spacewatch                  |
| 271140 | 2003 SG132             | 19 de setembre de 2003 | Kitt Peak            | Spacewatch                  |
| 271141 | 2003 SN134             | 18 de setembre de 2003 | Palomar              | NEAT                        |
| 271142 | 2003 SL139             | 18 de setembre de 2003 | Palomar              | NEAT                        |
| 271143 | 2003 SM144             | 19 de setembre de 2003 | Palomar              | NEAT                        |
| 271144 | 2003 SB155             | 19 de setembre de 2003 | Anderson Mesa        | LONEOS                      |
| 271145 | 2003 SV158             | 19 de setembre de 2003 | Kitt Peak            | Spacewatch                  |
| 271146 | 2003 ST161             | 18 de setembre de 2003 | Palomar              | NEAT                        |
| 271147 | 2003 SF162             | 19 de setembre de 2003 | Campo Imperatore     | CINEOS                      |
| 271148 | 2003 SW164             | 20 de setembre de 2003 | Anderson Mesa        | LONEOS                      |
| 271149 | 2003 SS166             | 21 de setembre de 2003 | Socorro              | LINEAR                      |
| 271150 | 2003 SL169             | 23 de setembre de 2003 | Haleakala            | NEAT                        |
| 271151 | 2003 SZ169             | 20 de setembre de 2003 | Socorro              | LINEAR                      |
| 271152 | 2003 SO170             | 22 de setembre de 2003 | Uccle                | T. Pauwels                  |
| 271153 | 2003 SV176             | 18 de setembre de 2003 | Palomar              | NEAT                        |
| 271154 | 2003 SL178             | 19 de setembre de 2003 | Palomar              | NEAT                        |
| 271155 | 2003 SE195             | 20 de setembre de 2003 | Palomar              | NEAT                        |
| 271156 | 2003 SV197             | 21 de setembre de 2003 | Anderson Mesa        | LONEOS                      |
| 271157 | 2003 SE210             | 26 de setembre de 2003 | Socorro              | LINEAR                      |
| 271158 | 2003 SY211             | 25 de setembre de 2003 | Palomar              | NEAT                        |
| 271159 | 2003 SY225             | 26 de setembre de 2003 | Socorro              | LINEAR                      |
| 271160 | 2003 SQ228             | 26 de setembre de 2003 | Socorro              | LINEAR                      |
| 271161 | 2003 SC229             | 27 de setembre de 2003 | Kitt Peak            | Spacewatch                  |
| 271162 | 2003 SS230             | 24 de setembre de 2003 | Palomar              | NEAT                        |
| 271163 | 2003 SK231             | 24 de setembre de 2003 | Palomar              | NEAT                        |
| 271164 | 2003 SW235             | 27 de setembre de 2003 | Socorro              | LINEAR                      |
| 271165 | 2003 SV238             | 27 de setembre de 2003 | Socorro              | LINEAR                      |
| 271166 | 2003 SE243             | 28 de setembre de 2003 | Kitt Peak            | Spacewatch                  |
| 271167 | 2003 SS250             | 26 de setembre de 2003 | Socorro              | LINEAR                      |
| 271168 | 2003 SV254             | 27 de setembre de 2003 | Kitt Peak            | Spacewatch                  |
| 271169 | 2003 SW254             | 27 de setembre de 2003 | Kitt Peak            | Spacewatch                  |
| 271170 | 2003 SM260             | 27 de setembre de 2003 | Kitt Peak            | Spacewatch                  |
| 271171 | 2003 SF264             | 28 de setembre de 2003 | Socorro              | LINEAR                      |
| 271172 | 2003 SA265             | 28 de setembre de 2003 | Socorro              | LINEAR                      |
| 271173 | 2003 SM265             | 29 de setembre de 2003 | Kitt Peak            | Spacewatch                  |
| 271174 | 2003 SW269             | 24 de setembre de 2003 | Haleakala            | NEAT                        |
| 271175 | 2003 SZ269             | 24 de setembre de 2003 | Haleakala            | NEAT                        |
| 271176 | 2003 SO273             | 28 de setembre de 2003 | Pla D'Arguines       | Pla D'Arguines              |
| 271177 | 2003 SJ275             | 29 de setembre de 2003 | Socorro              | LINEAR                      |
| 271178 | 2003 SX278             | 30 de setembre de 2003 | Socorro              | LINEAR                      |
| 271179 | 2003 SH281             | 18 de setembre de 2003 | Campo Imperatore     | CINEOS                      |
| 271180 | 2003 SM282             | 19 de setembre de 2003 | Anderson Mesa        | LONEOS                      |
| 271181 | 2003 SZ284             | 20 de setembre de 2003 | Socorro              | LINEAR                      |
| 271182 | 2003 SA285             | 20 de setembre de 2003 | Socorro              | LINEAR                      |
| 271183 | 2003 SW297             | 18 de setembre de 2003 | Haleakala            | NEAT                        |
| 271184 | 2003 SF298             | 18 de setembre de 2003 | Haleakala            | NEAT                        |
| 271185 | 2003 SP300             | 17 de setembre de 2003 | Palomar              | NEAT                        |
| 271186 | 2003 ST303             | 17 de setembre de 2003 | Palomar              | NEAT                        |
| 271187 | 2003 SJ304             | 17 de setembre de 2003 | Palomar              | NEAT                        |
| 271188 | 2003 SK305             | 17 de setembre de 2003 | Palomar              | NEAT                        |
| 271189 | 2003 SC309             | 30 de setembre de 2003 | Anderson Mesa        | LONEOS                      |
| 271190 | 2003 SN309             | 27 de setembre de 2003 | Socorro              | LINEAR                      |
| 271191 | 2003 SQ310             | 28 de setembre de 2003 | Haleakala            | NEAT                        |
| 271192 | 2003 SG315             | 27 de setembre de 2003 | Anderson Mesa        | LONEOS                      |
| 271193 | 2003 SH320             | 17 de setembre de 2003 | Kitt Peak            | Spacewatch                  |
| 271194 | 2003 SA321             | 19 de setembre de 2003 | Campo Imperatore     | CINEOS                      |
| 271195 | 2003 SF321             | 19 de setembre de 2003 | Campo Imperatore     | CINEOS                      |
| 271196 | 2003 SM321             | 20 de setembre de 2003 | Palomar              | NEAT                        |
| 271197 | 2003 SB325             | 17 de setembre de 2003 | Kitt Peak            | Spacewatch                  |
| 271198 | 2003 SE328             | 20 de setembre de 2003 | Kitt Peak            | Spacewatch                  |
| 271199 | 2003 SM329             | 22 de setembre de 2003 | Palomar              | NEAT                        |
| 271200 | 2003 SO329             | 22 de setembre de 2003 | Palomar              | NEAT                        |

## 271201-271300
| Nom           | Designació provisional | Data de descobriment   | Lloc de descobriment | Descobridor/s            |
| ------------- | ---------------------- | ---------------------- | -------------------- | ------------------------ |
| 271201        | 2003 SE335             | 26 de setembre de 2003 | Apache Point         | Sloan Digital Sky Survey |
| 271202        | 2003 SS352             | 19 de setembre de 2003 | Campo Imperatore     | CINEOS                   |
| 271203        | 2003 SX354             | 23 de setembre de 2003 | Palomar              | NEAT                     |
| 271204        | 2003 SB365             | 26 de setembre de 2003 | Apache Point         | Sloan Digital Sky Survey |
| 271205        | 2003 SZ376             | 26 de setembre de 2003 | Apache Point         | Sloan Digital Sky Survey |
| 271206        | 2003 SU385             | 26 de setembre de 2003 | Apache Point         | Sloan Digital Sky Survey |
| 271207        | 2003 SQ389             | 26 de setembre de 2003 | Apache Point         | Sloan Digital Sky Survey |
| 271208        | 2003 SR392             | 26 de setembre de 2003 | Apache Point         | Sloan Digital Sky Survey |
| 271209        | 2003 SW395             | 26 de setembre de 2003 | Apache Point         | Sloan Digital Sky Survey |
| 271210        | 2003 SW410             | 28 de setembre de 2003 | Apache Point         | Sloan Digital Sky Survey |
| 271211        | 2003 SY428             | 19 de setembre de 2003 | Kitt Peak            | Spacewatch               |
| 271212        | 2003 TC                | 1 d'octubre de 2003    | Wrightwood           | A. Grigsby               |
| 271213        | 2003 TL6               | 1 d'octubre de 2003    | Anderson Mesa        | LONEOS                   |
| 271214        | 2003 TX8               | 3 d'octubre de 2003    | Haleakala            | NEAT                     |
| 271215        | 2003 TT12              | 15 d'octubre de 2003   | Palomar              | NEAT                     |
| 271216        | 2003 TO13              | 14 d'octubre de 2003   | New Milford          | New Milford              |
| 271217        | 2003 TR15              | 15 d'octubre de 2003   | Anderson Mesa        | LONEOS                   |
| 271218        | 2003 TV18              | 15 d'octubre de 2003   | Anderson Mesa        | LONEOS                   |
| 271219        | 2003 TH20              | 14 d'octubre de 2003   | Palomar              | NEAT                     |
| 271220        | 2003 TA29              | 1 d'octubre de 2003    | Kitt Peak            | Spacewatch               |
| 271221        | 2003 TM35              | 1 d'octubre de 2003    | Kitt Peak            | Spacewatch               |
| 271222        | 2003 TY37              | 2 d'octubre de 2003    | Kitt Peak            | Spacewatch               |
| 271223        | 2003 TP38              | 2 d'octubre de 2003    | Kitt Peak            | Spacewatch               |
| 271224        | 2003 TE45              | 3 d'octubre de 2003    | Kitt Peak            | Spacewatch               |
| 271225        | 2003 TN47              | 3 d'octubre de 2003    | Kitt Peak            | Spacewatch               |
| 271226        | 2003 TL48              | 3 d'octubre de 2003    | Kitt Peak            | Spacewatch               |
| 271227        | 2003 TY52              | 5 d'octubre de 2003    | Kitt Peak            | Spacewatch               |
| 271228        | 2003 TU54              | 5 d'octubre de 2003    | Kitt Peak            | Spacewatch               |
| 271229        | 2003 TQ55              | 5 d'octubre de 2003    | Kitt Peak            | Spacewatch               |
| 271230        | 2003 TA59              | 2 d'octubre de 2003    | Kitt Peak            | Spacewatch               |
| 271231        | 2003 UE13              | 16 d'octubre de 2003   | Anderson Mesa        | LONEOS                   |
| 271232        | 2003 UZ13              | 16 d'octubre de 2003   | Kitt Peak            | Spacewatch               |
| 271233        | 2003 UM16              | 16 d'octubre de 2003   | Anderson Mesa        | LONEOS                   |
| 271234        | 2003 UM17              | 17 d'octubre de 2003   | Anderson Mesa        | LONEOS                   |
| 271235 Bellay | 2003 UX17              | 18 d'octubre de 2003   | Saint-Sulpice        | Saint-Sulpice            |
| 271236        | 2003 UQ30              | 16 d'octubre de 2003   | Palomar              | NEAT                     |
| 271237        | 2003 UZ43              | 18 d'octubre de 2003   | Kitt Peak            | Spacewatch               |
| 271238        | 2003 UY53              | 18 d'octubre de 2003   | Palomar              | NEAT                     |
| 271239        | 2003 UU61              | 16 d'octubre de 2003   | Anderson Mesa        | LONEOS                   |
| 271240        | 2003 UR62              | 16 d'octubre de 2003   | Anderson Mesa        | LONEOS                   |
| 271241        | 2003 UM64              | 16 d'octubre de 2003   | Palomar              | NEAT                     |
| 271242        | 2003 UP65              | 16 d'octubre de 2003   | Palomar              | NEAT                     |
| 271243        | 2003 UK71              | 19 d'octubre de 2003   | Kitt Peak            | Spacewatch               |
| 271244        | 2003 UM71              | 19 d'octubre de 2003   | Kitt Peak            | Spacewatch               |
| 271245        | 2003 UM73              | 19 d'octubre de 2003   | Kitt Peak            | Spacewatch               |
| 271246        | 2003 UT75              | 17 d'octubre de 2003   | Kitt Peak            | Spacewatch               |
| 271247        | 2003 UB77              | 17 d'octubre de 2003   | Kitt Peak            | Spacewatch               |
| 271248        | 2003 UZ77              | 17 d'octubre de 2003   | Kitt Peak            | Spacewatch               |
| 271249        | 2003 UN78              | 18 d'octubre de 2003   | Palomar              | NEAT                     |
| 271250        | 2003 UG80              | 16 d'octubre de 2003   | Palomar              | NEAT                     |
| 271251        | 2003 UE92              | 20 d'octubre de 2003   | Kitt Peak            | Spacewatch               |
| 271252        | 2003 UH93              | 17 d'octubre de 2003   | Kitt Peak            | Spacewatch               |
| 271253        | 2003 UP97              | 19 d'octubre de 2003   | Kitt Peak            | Spacewatch               |
| 271254        | 2003 UT102             | 20 d'octubre de 2003   | Kitt Peak            | Spacewatch               |
| 271255        | 2003 UW104             | 18 d'octubre de 2003   | Kitt Peak            | Spacewatch               |
| 271256        | 2003 UK106             | 18 d'octubre de 2003   | Kitt Peak            | Spacewatch               |
| 271257        | 2003 UA109             | 19 d'octubre de 2003   | Kitt Peak            | Spacewatch               |
| 271258        | 2003 UH110             | 19 d'octubre de 2003   | Kitt Peak            | Spacewatch               |
| 271259        | 2003 UQ122             | 19 d'octubre de 2003   | Socorro              | LINEAR                   |
| 271260        | 2003 UD128             | 21 d'octubre de 2003   | Kitt Peak            | Spacewatch               |
| 271261        | 2003 UP141             | 18 d'octubre de 2003   | Anderson Mesa        | LONEOS                   |
| 271262        | 2003 UR142             | 18 d'octubre de 2003   | Anderson Mesa        | LONEOS                   |
| 271263        | 2003 UU147             | 18 d'octubre de 2003   | Palomar              | NEAT                     |
| 271264        | 2003 UW150             | 21 d'octubre de 2003   | Anderson Mesa        | LONEOS                   |
| 271265        | 2003 UU158             | 20 d'octubre de 2003   | Kitt Peak            | Spacewatch               |
| 271266        | 2003 UA168             | 22 d'octubre de 2003   | Socorro              | LINEAR                   |
| 271267        | 2003 UC171             | 19 d'octubre de 2003   | Kitt Peak            | Spacewatch               |
| 271268        | 2003 UR172             | 20 d'octubre de 2003   | Socorro              | LINEAR                   |
| 271269        | 2003 UG183             | 21 d'octubre de 2003   | Palomar              | NEAT                     |
| 271270        | 2003 UT188             | 22 d'octubre de 2003   | Kitt Peak            | Spacewatch               |
| 271271        | 2003 UW190             | 23 d'octubre de 2003   | Anderson Mesa        | LONEOS                   |
| 271272        | 2003 UD192             | 23 d'octubre de 2003   | Anderson Mesa        | LONEOS                   |
| 271273        | 2003 UG198             | 21 d'octubre de 2003   | Kitt Peak            | Spacewatch               |
| 271274        | 2003 UQ200             | 21 d'octubre de 2003   | Socorro              | LINEAR                   |
| 271275        | 2003 UN201             | 21 d'octubre de 2003   | Socorro              | LINEAR                   |
| 271276        | 2003 UD209             | 23 d'octubre de 2003   | Kitt Peak            | Spacewatch               |
| 271277        | 2003 UY210             | 23 d'octubre de 2003   | Kitt Peak            | Spacewatch               |
| 271278        | 2003 UC217             | 21 d'octubre de 2003   | Palomar              | NEAT                     |
| 271279        | 2003 UQ225             | 22 d'octubre de 2003   | Socorro              | LINEAR                   |
| 271280        | 2003 UB229             | 23 d'octubre de 2003   | Anderson Mesa        | LONEOS                   |
| 271281        | 2003 UD232             | 24 d'octubre de 2003   | Kitt Peak            | Spacewatch               |
| 271282        | 2003 US233             | 24 d'octubre de 2003   | Socorro              | LINEAR                   |
| 271283        | 2003 UU238             | 24 d'octubre de 2003   | Socorro              | LINEAR                   |
| 271284        | 2003 UP240             | 24 d'octubre de 2003   | Kitt Peak            | Spacewatch               |
| 271285        | 2003 UU244             | 24 d'octubre de 2003   | Kitt Peak            | Spacewatch               |
| 271286        | 2003 UF245             | 24 d'octubre de 2003   | Haleakala            | NEAT                     |
| 271287        | 2003 UM247             | 24 d'octubre de 2003   | Haleakala            | NEAT                     |
| 271288        | 2003 UD257             | 25 d'octubre de 2003   | Socorro              | LINEAR                   |
| 271289        | 2003 UW264             | 27 d'octubre de 2003   | Socorro              | LINEAR                   |
| 271290        | 2003 UT268             | 28 d'octubre de 2003   | Socorro              | LINEAR                   |
| 271291        | 2003 UA270             | 24 d'octubre de 2003   | Bergisch Gladbac     | W. Bickel                |
| 271292        | 2003 UA271             | 17 d'octubre de 2003   | Palomar              | NEAT                     |
| 271293        | 2003 UB272             | 28 d'octubre de 2003   | Socorro              | LINEAR                   |
| 271294        | 2003 UQ273             | 29 d'octubre de 2003   | Kitt Peak            | Spacewatch               |
| 271295        | 2003 US277             | 25 d'octubre de 2003   | Socorro              | LINEAR                   |
| 271296        | 2003 UD278             | 25 d'octubre de 2003   | Socorro              | LINEAR                   |
| 271297        | 2003 UE298             | 16 d'octubre de 2003   | Kitt Peak            | Spacewatch               |
| 271298        | 2003 UD299             | 16 d'octubre de 2003   | Kitt Peak            | Spacewatch               |
| 271299        | 2003 UC304             | 17 d'octubre de 2003   | Kitt Peak            | Spacewatch               |
| 271300        | 2003 UC318             | 19 d'octubre de 2003   | Apache Point         | Sloan Digital Sky Survey |

## 271301-271400
| Nom    | Designació provisional | Data de descobriment   | Lloc de descobriment | Descobridor/s            |
| ------ | ---------------------- | ---------------------- | -------------------- | ------------------------ |
| 271301 | 2003 UY321             | 16 d'octubre de 2003   | Kitt Peak            | Spacewatch               |
| 271302 | 2003 UA337             | 18 d'octubre de 2003   | Apache Point         | Sloan Digital Sky Survey |
| 271303 | 2003 UH338             | 18 d'octubre de 2003   | Kitt Peak            | Spacewatch               |
| 271304 | 2003 UX346             | 19 d'octubre de 2003   | Apache Point         | Sloan Digital Sky Survey |
| 271305 | 2003 UJ348             | 19 d'octubre de 2003   | Apache Point         | Sloan Digital Sky Survey |
| 271306 | 2003 UZ350             | 19 d'octubre de 2003   | Apache Point         | Sloan Digital Sky Survey |
| 271307 | 2003 UJ353             | 19 d'octubre de 2003   | Apache Point         | Sloan Digital Sky Survey |
| 271308 | 2003 UB354             | 19 d'octubre de 2003   | Apache Point         | Sloan Digital Sky Survey |
| 271309 | 2003 UZ356             | 19 d'octubre de 2003   | Kitt Peak            | Spacewatch               |
| 271310 | 2003 UH402             | 23 d'octubre de 2003   | Apache Point         | Sloan Digital Sky Survey |
| 271311 | 2003 UW414             | 17 d'octubre de 2003   | Kitt Peak            | Spacewatch               |
| 271312 | 2003 VO3               | 15 de novembre de 2003 | Kitt Peak            | Spacewatch               |
| 271313 | 2003 VP6               | 15 de novembre de 2003 | Kitt Peak            | Spacewatch               |
| 271314 | 2003 WE1               | 16 de novembre de 2003 | Catalina             | CSS                      |
| 271315 | 2003 WJ4               | 16 de novembre de 2003 | Kitt Peak            | Spacewatch               |
| 271316 | 2003 WW4               | 16 de novembre de 2003 | Kitt Peak            | Spacewatch               |
| 271317 | 2003 WG5               | 16 de novembre de 2003 | Kitt Peak            | Spacewatch               |
| 271318 | 2003 WR6               | 18 de novembre de 2003 | Kitt Peak            | Spacewatch               |
| 271319 | 2003 WV9               | 18 de novembre de 2003 | Kitt Peak            | Spacewatch               |
| 271320 | 2003 WE12              | 18 de novembre de 2003 | Palomar              | NEAT                     |
| 271321 | 2003 WE21              | 19 de novembre de 2003 | Socorro              | LINEAR                   |
| 271322 | 2003 WQ27              | 16 de novembre de 2003 | Kitt Peak            | Spacewatch               |
| 271323 | 2003 WT28              | 18 de novembre de 2003 | Kitt Peak            | Spacewatch               |
| 271324 | 2003 WY30              | 18 de novembre de 2003 | Kitt Peak            | Spacewatch               |
| 271325 | 2003 WD31              | 18 de novembre de 2003 | Palomar              | NEAT                     |
| 271326 | 2003 WC33              | 18 de novembre de 2003 | Palomar              | NEAT                     |
| 271327 | 2003 WQ33              | 18 de novembre de 2003 | Palomar              | NEAT                     |
| 271328 | 2003 WV35              | 19 de novembre de 2003 | Catalina             | CSS                      |
| 271329 | 2003 WL39              | 19 de novembre de 2003 | Kitt Peak            | Spacewatch               |
| 271330 | 2003 WS41              | 20 de novembre de 2003 | Socorro              | LINEAR                   |
| 271331 | 2003 WU43              | 19 de novembre de 2003 | Palomar              | NEAT                     |
| 271332 | 2003 WS46              | 18 de novembre de 2003 | Palomar              | NEAT                     |
| 271333 | 2003 WZ48              | 19 de novembre de 2003 | Kitt Peak            | Spacewatch               |
| 271334 | 2003 WP57              | 18 de novembre de 2003 | Kitt Peak            | Spacewatch               |
| 271335 | 2003 WK58              | 18 de novembre de 2003 | Kitt Peak            | Spacewatch               |
| 271336 | 2003 WS66              | 19 de novembre de 2003 | Palomar              | NEAT                     |
| 271337 | 2003 WM69              | 19 de novembre de 2003 | Kitt Peak            | Spacewatch               |
| 271338 | 2003 WU69              | 19 de novembre de 2003 | Kitt Peak            | Spacewatch               |
| 271339 | 2003 WJ70              | 20 de novembre de 2003 | Kitt Peak            | Spacewatch               |
| 271340 | 2003 WL86              | 21 de novembre de 2003 | Socorro              | LINEAR                   |
| 271341 | 2003 WH94              | 19 de novembre de 2003 | Anderson Mesa        | LONEOS                   |
| 271342 | 2003 WE99              | 20 de novembre de 2003 | Socorro              | LINEAR                   |
| 271343 | 2003 WJ111             | 20 de novembre de 2003 | Socorro              | LINEAR                   |
| 271344 | 2003 WB112             | 20 de novembre de 2003 | Socorro              | LINEAR                   |
| 271345 | 2003 WL134             | 21 de novembre de 2003 | Socorro              | LINEAR                   |
| 271346 | 2003 WV135             | 21 de novembre de 2003 | Socorro              | LINEAR                   |
| 271347 | 2003 WC138             | 21 de novembre de 2003 | Socorro              | LINEAR                   |
| 271348 | 2003 WQ146             | 23 de novembre de 2003 | Catalina             | CSS                      |
| 271349 | 2003 WY151             | 26 de novembre de 2003 | Kitt Peak            | Spacewatch               |
| 271350 | 2003 WU154             | 26 de novembre de 2003 | Kitt Peak            | Spacewatch               |
| 271351 | 2003 WY157             | 29 de novembre de 2003 | Socorro              | LINEAR                   |
| 271352 | 2003 WE160             | 30 de novembre de 2003 | Kitt Peak            | Spacewatch               |
| 271353 | 2003 WT160             | 30 de novembre de 2003 | Kitt Peak            | Spacewatch               |
| 271354 | 2003 WS164             | 30 de novembre de 2003 | Kitt Peak            | Spacewatch               |
| 271355 | 2003 WF192             | 20 de novembre de 2003 | Kitt Peak            | Spacewatch               |
| 271356 | 2003 WR192             | 24 de novembre de 2003 | Anderson Mesa        | LONEOS                   |
| 271357 | 2003 XT6               | 3 de desembre de 2003  | Socorro              | LINEAR                   |
| 271358 | 2003 XZ8               | 4 de desembre de 2003  | Socorro              | LINEAR                   |
| 271359 | 2003 XW9               | 4 de desembre de 2003  | Socorro              | LINEAR                   |
| 271360 | 2003 XB16              | 14 de desembre de 2003 | Palomar              | NEAT                     |
| 271361 | 2003 XJ18              | 15 de desembre de 2003 | Socorro              | LINEAR                   |
| 271362 | 2003 XK29              | 1 de desembre de 2003  | Kitt Peak            | Spacewatch               |
| 271363 | 2003 XV32              | 1 de desembre de 2003  | Kitt Peak            | Spacewatch               |
| 271364 | 2003 XW34              | 3 de desembre de 2003  | Socorro              | LINEAR                   |
| 271365 | 2003 XP39              | 5 de desembre de 2003  | Catalina             | CSS                      |
| 271366 | 2003 YE                | 16 de desembre de 2003 | Socorro              | LINEAR                   |
| 271367 | 2003 YP11              | 17 de desembre de 2003 | Socorro              | LINEAR                   |
| 271368 | 2003 YU17              | 16 de desembre de 2003 | Catalina             | CSS                      |
| 271369 | 2003 YQ31              | 18 de desembre de 2003 | Socorro              | LINEAR                   |
| 271370 | 2003 YQ39              | 19 de desembre de 2003 | Kitt Peak            | Spacewatch               |
| 271371 | 2003 YS59              | 19 de desembre de 2003 | Kitt Peak            | Spacewatch               |
| 271372 | 2003 YP71              | 18 de desembre de 2003 | Socorro              | LINEAR                   |
| 271373 | 2003 YA82              | 18 de desembre de 2003 | Socorro              | LINEAR                   |
| 271374 | 2003 YV84              | 19 de desembre de 2003 | Kitt Peak            | Spacewatch               |
| 271375 | 2003 YK93              | 21 de desembre de 2003 | Socorro              | LINEAR                   |
| 271376 | 2003 YO114             | 25 de desembre de 2003 | Haleakala            | NEAT                     |
| 271377 | 2003 YR116             | 27 de desembre de 2003 | Socorro              | LINEAR                   |
| 271378 | 2003 YW138             | 27 de desembre de 2003 | Socorro              | LINEAR                   |
| 271379 | 2003 YS152             | 29 de desembre de 2003 | Kitt Peak            | Spacewatch               |
| 271380 | 2003 YK160             | 17 de desembre de 2003 | Socorro              | LINEAR                   |
| 271381 | 2003 YM161             | 17 de desembre de 2003 | Socorro              | LINEAR                   |
| 271382 | 2004 BN                | 16 de gener de 2004    | Kitt Peak            | Spacewatch               |
| 271383 | 2004 BH6               | 16 de gener de 2004    | Kitt Peak            | Spacewatch               |
| 271384 | 2004 BM12              | 17 de gener de 2004    | Palomar              | NEAT                     |
| 271385 | 2004 BQ15              | 17 de gener de 2004    | Palomar              | NEAT                     |
| 271386 | 2004 BU40              | 21 de gener de 2004    | Socorro              | LINEAR                   |
| 271387 | 2004 BG43              | 22 de gener de 2004    | Socorro              | LINEAR                   |
| 271388 | 2004 BW55              | 22 de gener de 2004    | Socorro              | LINEAR                   |
| 271389 | 2004 BL73              | 24 de gener de 2004    | Socorro              | LINEAR                   |
| 271390 | 2004 BL85              | 22 de gener de 2004    | Socorro              | LINEAR                   |
| 271391 | 2004 BR87              | 23 de gener de 2004    | Anderson Mesa        | LONEOS                   |
| 271392 | 2004 BQ98              | 27 de gener de 2004    | Kitt Peak            | Spacewatch               |
| 271393 | 2004 BQ151             | 18 de gener de 2004    | Palomar              | NEAT                     |
| 271394 | 2004 BS160             | 22 de gener de 2004    | Mauna Kea            | Mauna Kea                |
| 271395 | 2004 CU                | 10 de febrer de 2004   | Desert Eagle         | W. K. Y. Yeung           |
| 271396 | 2004 CX4               | 10 de febrer de 2004   | Palomar              | NEAT                     |
| 271397 | 2004 CA6               | 10 de febrer de 2004   | Palomar              | NEAT                     |
| 271398 | 2004 CE6               | 10 de febrer de 2004   | Palomar              | NEAT                     |
| 271399 | 2004 CQ9               | 11 de febrer de 2004   | Kitt Peak            | Spacewatch               |
| 271400 | 2004 CE12              | 11 de febrer de 2004   | Palomar              | NEAT                     |

## 271401-271500
| Nom    | Designació provisional | Data de descobriment   | Lloc de descobriment | Descobridor/s |
| ------ | ---------------------- | ---------------------- | -------------------- | ------------- |
| 271401 | 2004 CZ16              | 11 de febrer de 2004   | Kitt Peak            | Spacewatch    |
| 271402 | 2004 CU44              | 13 de febrer de 2004   | Kitt Peak            | Spacewatch    |
| 271403 | 2004 CK61              | 11 de febrer de 2004   | Kitt Peak            | Spacewatch    |
| 271404 | 2004 CA84              | 12 de febrer de 2004   | Kitt Peak            | Spacewatch    |
| 271405 | 2004 CK85              | 14 de febrer de 2004   | Kitt Peak            | Spacewatch    |
| 271406 | 2004 CN85              | 14 de febrer de 2004   | Kitt Peak            | Spacewatch    |
| 271407 | 2004 CQ85              | 14 de febrer de 2004   | Kitt Peak            | Spacewatch    |
| 271408 | 2004 CN93              | 11 de febrer de 2004   | Palomar              | NEAT          |
| 271409 | 2004 CS95              | 13 de febrer de 2004   | Palomar              | NEAT          |
| 271410 | 2004 CF96              | 14 de febrer de 2004   | Kitt Peak            | Spacewatch    |
| 271411 | 2004 CF97              | 13 de febrer de 2004   | Kitt Peak            | Spacewatch    |
| 271412 | 2004 CQ107             | 14 de febrer de 2004   | Kitt Peak            | Spacewatch    |
| 271413 | 2004 CO108             | 15 de febrer de 2004   | Palomar              | NEAT          |
| 271414 | 2004 CQ108             | 15 de febrer de 2004   | Catalina             | CSS           |
| 271415 | 2004 CR108             | 15 de febrer de 2004   | Catalina             | CSS           |
| 271416 | 2004 CK111             | 14 de febrer de 2004   | Kitt Peak            | Spacewatch    |
| 271417 | 2004 CT111             | 14 de febrer de 2004   | Kitt Peak            | Spacewatch    |
| 271418 | 2004 CU112             | 13 de febrer de 2004   | Anderson Mesa        | LONEOS        |
| 271419 | 2004 CR114             | 2 de febrer de 2004    | Anderson Mesa        | LONEOS        |
| 271420 | 2004 CZ127             | 13 de febrer de 2004   | Kitt Peak            | Spacewatch    |
| 271421 | 2004 CP128             | 14 de febrer de 2004   | Palomar              | NEAT          |
| 271422 | 2004 DZ1               | 17 de febrer de 2004   | Socorro              | LINEAR        |
| 271423 | 2004 DF7               | 17 de febrer de 2004   | Kitt Peak            | Spacewatch    |
| 271424 | 2004 DQ9               | 17 de febrer de 2004   | Socorro              | LINEAR        |
| 271425 | 2004 DF12              | 17 de febrer de 2004   | Haleakala            | NEAT          |
| 271426 | 2004 DU12              | 16 de febrer de 2004   | Catalina             | CSS           |
| 271427 | 2004 DN15              | 17 de febrer de 2004   | Socorro              | LINEAR        |
| 271428 | 2004 DL19              | 17 de febrer de 2004   | Socorro              | LINEAR        |
| 271429 | 2004 DT23              | 19 de febrer de 2004   | Socorro              | LINEAR        |
| 271430 | 2004 DT31              | 17 de febrer de 2004   | Socorro              | LINEAR        |
| 271431 | 2004 DL38              | 20 de febrer de 2004   | Haleakala            | NEAT          |
| 271432 | 2004 DV38              | 22 de febrer de 2004   | Kitt Peak            | Spacewatch    |
| 271433 | 2004 DG39              | 22 de febrer de 2004   | Kitt Peak            | Spacewatch    |
| 271434 | 2004 DX40              | 18 de febrer de 2004   | Socorro              | LINEAR        |
| 271435 | 2004 DT44              | 17 de febrer de 2004   | Haleakala            | NEAT          |
| 271436 | 2004 DR50              | 23 de febrer de 2004   | Socorro              | LINEAR        |
| 271437 | 2004 DH51              | 23 de febrer de 2004   | Socorro              | LINEAR        |
| 271438 | 2004 DA56              | 22 de febrer de 2004   | Kitt Peak            | Spacewatch    |
| 271439 | 2004 DU60              | 26 de febrer de 2004   | Socorro              | LINEAR        |
| 271440 | 2004 DS61              | 26 de febrer de 2004   | Socorro              | LINEAR        |
| 271441 | 2004 DH66              | 25 de febrer de 2004   | Socorro              | LINEAR        |
| 271442 | 2004 DW74              | 17 de febrer de 2004   | Kitt Peak            | Spacewatch    |
| 271443 | 2004 EA6               | 11 de març de 2004     | Palomar              | NEAT          |
| 271444 | 2004 EC10              | 12 de març de 2004     | Palomar              | NEAT          |
| 271445 | 2004 EC12              | 11 de març de 2004     | Palomar              | NEAT          |
| 271446 | 2004 EU14              | 11 de març de 2004     | Palomar              | NEAT          |
| 271447 | 2004 EX16              | 12 de març de 2004     | Palomar              | NEAT          |
| 271448 | 2004 ET22              | 15 de març de 2004     | Socorro              | LINEAR        |
| 271449 | 2004 EY26              | 14 de març de 2004     | Kitt Peak            | Spacewatch    |
| 271450 | 2004 EF36              | 13 de març de 2004     | Palomar              | NEAT          |
| 271451 | 2004 EF39              | 15 de març de 2004     | Kitt Peak            | Spacewatch    |
| 271452 | 2004 EU40              | 15 de març de 2004     | Kitt Peak            | Spacewatch    |
| 271453 | 2004 EL41              | 15 de març de 2004     | Kitt Peak            | Spacewatch    |
| 271454 | 2004 ET41              | 15 de març de 2004     | Socorro              | LINEAR        |
| 271455 | 2004 EY47              | 15 de març de 2004     | Catalina             | CSS           |
| 271456 | 2004 EP52              | 15 de març de 2004     | Catalina             | CSS           |
| 271457 | 2004 EN62              | 12 de març de 2004     | Palomar              | NEAT          |
| 271458 | 2004 EY63              | 13 de març de 2004     | Palomar              | NEAT          |
| 271459 | 2004 EA67              | 15 de març de 2004     | Kitt Peak            | Spacewatch    |
| 271460 | 2004 EZ69              | 15 de març de 2004     | Kitt Peak            | Spacewatch    |
| 271461 | 2004 EG73              | 15 de març de 2004     | Catalina             | CSS           |
| 271462 | 2004 EM76              | 15 de març de 2004     | Kitt Peak            | Spacewatch    |
| 271463 | 2004 ES80              | 15 de març de 2004     | Socorro              | LINEAR        |
| 271464 | 2004 EB81              | 15 de març de 2004     | Socorro              | LINEAR        |
| 271465 | 2004 EU81              | 15 de març de 2004     | Socorro              | LINEAR        |
| 271466 | 2004 EB82              | 15 de març de 2004     | Socorro              | LINEAR        |
| 271467 | 2004 EG84              | 15 de març de 2004     | Kitt Peak            | Spacewatch    |
| 271468 | 2004 EF86              | 15 de març de 2004     | Socorro              | LINEAR        |
| 271469 | 2004 EZ86              | 15 de març de 2004     | Kitt Peak            | Spacewatch    |
| 271470 | 2004 EA90              | 14 de març de 2004     | Kitt Peak            | Spacewatch    |
| 271471 | 2004 EM93              | 15 de març de 2004     | Kitt Peak            | Spacewatch    |
| 271472 | 2004 EE116             | 15 de març de 2004     | Kitt Peak            | Spacewatch    |
| 271473 | 2004 FW3               | 19 de març de 2004     | Socorro              | LINEAR        |
| 271474 | 2004 FG6               | 24 de març de 2004     | Wrightwood           | J. W. Young   |
| 271475 | 2004 FW12              | 16 de març de 2004     | Catalina             | CSS           |
| 271476 | 2004 FD13              | 14 de novembre de 2002 | Palomar              | NEAT          |
| 271477 | 2004 FN20              | 16 de març de 2004     | Catalina             | CSS           |
| 271478 | 2004 FD24              | 17 de març de 2004     | Kitt Peak            | Spacewatch    |
| 271479 | 2004 FV27              | 17 de març de 2004     | Kitt Peak            | Spacewatch    |
| 271480 | 2004 FX31              | 31 de març de 2004     | Anderson Mesa        | LONEOS        |
| 271481 | 2004 FD35              | 16 de març de 2004     | Kitt Peak            | Spacewatch    |
| 271482 | 2004 FE36              | 16 de març de 2004     | Socorro              | LINEAR        |
| 271483 | 2004 FZ40              | 18 de març de 2004     | Socorro              | LINEAR        |
| 271484 | 2004 FD41              | 18 de març de 2004     | Socorro              | LINEAR        |
| 271485 | 2004 FA49              | 18 de març de 2004     | Socorro              | LINEAR        |
| 271486 | 2004 FV49              | 18 de març de 2004     | Socorro              | LINEAR        |
| 271487 | 2004 FL50              | 18 de març de 2004     | Socorro              | LINEAR        |
| 271488 | 2004 FA51              | 18 de març de 2004     | Kitt Peak            | Spacewatch    |
| 271489 | 2004 FW55              | 20 de març de 2004     | Socorro              | LINEAR        |
| 271490 | 2004 FP62              | 19 de març de 2004     | Socorro              | LINEAR        |
| 271491 | 2004 FB72              | 17 de març de 2004     | Kitt Peak            | Spacewatch    |
| 271492 | 2004 FV80              | 16 de març de 2004     | Socorro              | LINEAR        |
| 271493 | 2004 FE88              | 20 de març de 2004     | Kitt Peak            | Spacewatch    |
| 271494 | 2004 FS92              | 18 de març de 2004     | Socorro              | LINEAR        |
| 271495 | 2004 FC94              | 22 de març de 2004     | Socorro              | LINEAR        |
| 271496 | 2004 FP98              | 19 de març de 2004     | Socorro              | LINEAR        |
| 271497 | 2004 FY98              | 19 de març de 2004     | Kitt Peak            | Spacewatch    |
| 271498 | 2004 FL101             | 23 de març de 2004     | Socorro              | LINEAR        |
| 271499 | 2004 FA111             | 25 de març de 2004     | Anderson Mesa        | LONEOS        |
| 271500 | 2004 FN111             | 26 de març de 2004     | Socorro              | LINEAR        |

## 271501-271600
| Nom    | Designació provisional | Data de descobriment | Lloc de descobriment | Descobridor/s        |
| ------ | ---------------------- | -------------------- | -------------------- | -------------------- |
| 271501 | 2004 FR111             | 26 de març de 2004   | Socorro              | LINEAR               |
| 271502 | 2004 FJ117             | 27 de març de 2004   | Socorro              | LINEAR               |
| 271503 | 2004 FE120             | 23 de març de 2004   | Kitt Peak            | Spacewatch           |
| 271504 | 2004 FF122             | 25 de març de 2004   | Anderson Mesa        | LONEOS               |
| 271505 | 2004 FS125             | 27 de març de 2004   | Socorro              | LINEAR               |
| 271506 | 2004 FZ125             | 27 de març de 2004   | Socorro              | LINEAR               |
| 271507 | 2004 FW126             | 27 de març de 2004   | Socorro              | LINEAR               |
| 271508 | 2004 FL134             | 26 de març de 2004   | Socorro              | LINEAR               |
| 271509 | 2004 FP134             | 26 de març de 2004   | Socorro              | LINEAR               |
| 271510 | 2004 FO141             | 27 de març de 2004   | Socorro              | LINEAR               |
| 271511 | 2004 FA146             | 30 de març de 2004   | Kitt Peak            | Spacewatch           |
| 271512 | 2004 GO5               | 11 d'abril de 2004   | Catalina             | CSS                  |
| 271513 | 2004 GX13              | 13 d'abril de 2004   | Palomar              | NEAT                 |
| 271514 | 2004 GV15              | 9 d'abril de 2004    | Siding Spring        | Siding Spring Survey |
| 271515 | 2004 GQ22              | 12 d'abril de 2004   | Anderson Mesa        | LONEOS               |
| 271516 | 2004 GX22              | 12 d'abril de 2004   | Anderson Mesa        | LONEOS               |
| 271517 | 2004 GF24              | 13 d'abril de 2004   | Catalina             | CSS                  |
| 271518 | 2004 GT28              | 14 d'abril de 2004   | Anderson Mesa        | LONEOS               |
| 271519 | 2004 GL39              | 15 d'abril de 2004   | Anderson Mesa        | LONEOS               |
| 271520 | 2004 GE46              | 12 d'abril de 2004   | Kitt Peak            | Spacewatch           |
| 271521 | 2004 GF49              | 12 d'abril de 2004   | Kitt Peak            | Spacewatch           |
| 271522 | 2004 GD50              | 12 d'abril de 2004   | Kitt Peak            | Spacewatch           |
| 271523 | 2004 GY56              | 14 d'abril de 2004   | Kitt Peak            | Spacewatch           |
| 271524 | 2004 GP60              | 14 d'abril de 2004   | Kitt Peak            | Spacewatch           |
| 271525 | 2004 GJ63              | 13 d'abril de 2004   | Kitt Peak            | Spacewatch           |
| 271526 | 2004 GB79              | 11 d'abril de 2004   | Palomar              | NEAT                 |
| 271527 | 2004 GP87              | 15 d'abril de 2004   | Palomar              | NEAT                 |
| 271528 | 2004 HS5               | 17 d'abril de 2004   | Socorro              | LINEAR               |
| 271529 | 2004 HL6               | 17 d'abril de 2004   | Socorro              | LINEAR               |
| 271530 | 2004 HS18              | 17 d'abril de 2004   | Siding Spring        | Siding Spring Survey |
| 271531 | 2004 HH25              | 19 d'abril de 2004   | Socorro              | LINEAR               |
| 271532 | 2004 HW27              | 20 d'abril de 2004   | Socorro              | LINEAR               |
| 271533 | 2004 HY32              | 17 d'abril de 2004   | Anderson Mesa        | LONEOS               |
| 271534 | 2004 HQ45              | 21 d'abril de 2004   | Socorro              | LINEAR               |
| 271535 | 2004 HH56              | 25 d'abril de 2004   | Socorro              | LINEAR               |
| 271536 | 2004 HV57              | 21 d'abril de 2004   | Kitt Peak            | Spacewatch           |
| 271537 | 2004 HA60              | 23 d'abril de 2004   | Catalina             | CSS                  |
| 271538 | 2004 JN3               | 9 de maig de 2004    | Palomar              | NEAT                 |
| 271539 | 2004 JK4               | 10 de maig de 2004   | Catalina             | CSS                  |
| 271540 | 2004 JQ4               | 11 de maig de 2004   | Anderson Mesa        | LONEOS               |
| 271541 | 2004 JG10              | 10 de maig de 2004   | Palomar              | NEAT                 |
| 271542 | 2004 JC14              | 9 de maig de 2004    | Palomar              | NEAT                 |
| 271543 | 2004 JW14              | 9 de maig de 2004    | Kitt Peak            | Spacewatch           |
| 271544 | 2004 JB16              | 11 de maig de 2004   | Anderson Mesa        | LONEOS               |
| 271545 | 2004 JT16              | 11 de maig de 2004   | Anderson Mesa        | LONEOS               |
| 271546 | 2004 JN17              | 12 de maig de 2004   | Siding Spring        | Siding Spring Survey |
| 271547 | 2004 JU17              | 12 de maig de 2004   | Siding Spring        | Siding Spring Survey |
| 271548 | 2004 JV17              | 12 de maig de 2004   | Siding Spring        | Siding Spring Survey |
| 271549 | 2004 JD19              | 13 de maig de 2004   | Palomar              | NEAT                 |
| 271550 | 2004 JU21              | 9 de maig de 2004    | Kitt Peak            | Spacewatch           |
| 271551 | 2004 JB25              | 15 de maig de 2004   | Socorro              | LINEAR               |
| 271552 | 2004 JW25              | 15 de maig de 2004   | Socorro              | LINEAR               |
| 271553 | 2004 JC27              | 15 de maig de 2004   | Socorro              | LINEAR               |
| 271554 | 2004 JC30              | 15 de maig de 2004   | Socorro              | LINEAR               |
| 271555 | 2004 JK30              | 15 de maig de 2004   | Socorro              | LINEAR               |
| 271556 | 2004 JV30              | 15 de maig de 2004   | Socorro              | LINEAR               |
| 271557 | 2004 JR31              | 15 de maig de 2004   | Campo Imperatore     | CINEOS               |
| 271558 | 2004 JQ32              | 15 de maig de 2004   | Socorro              | LINEAR               |
| 271559 | 2004 JV32              | 15 de maig de 2004   | Socorro              | LINEAR               |
| 271560 | 2004 JJ34              | 15 de maig de 2004   | Socorro              | LINEAR               |
| 271561 | 2004 JE35              | 15 de maig de 2004   | Socorro              | LINEAR               |
| 271562 | 2004 JW37              | 14 de maig de 2004   | Socorro              | LINEAR               |
| 271563 | 2004 JQ44              | 15 de maig de 2004   | Socorro              | LINEAR               |
| 271564 | 2004 JP45              | 12 de maig de 2004   | Anderson Mesa        | LONEOS               |
| 271565 | 2004 JJ53              | 9 de maig de 2004    | Kitt Peak            | Spacewatch           |
| 271566 | 2004 KQ                | 16 de maig de 2004   | Siding Spring        | Siding Spring Survey |
| 271567 | 2004 KL3               | 16 de maig de 2004   | Socorro              | LINEAR               |
| 271568 | 2004 KU6               | 19 de maig de 2004   | Needville            | Needville            |
| 271569 | 2004 KP8               | 18 de maig de 2004   | Socorro              | LINEAR               |
| 271570 | 2004 KY10              | 19 de maig de 2004   | Kitt Peak            | Spacewatch           |
| 271571 | 2004 KC16              | 24 de maig de 2004   | Socorro              | LINEAR               |
| 271572 | 2004 LE1               | 9 de juny de 2004    | Siding Spring        | Siding Spring Survey |
| 271573 | 2004 LC8               | 11 de juny de 2004   | Kitt Peak            | Spacewatch           |
| 271574 | 2004 LJ8               | 11 de juny de 2004   | Kitt Peak            | Spacewatch           |
| 271575 | 2004 LQ12              | 9 de juny de 2004    | Kitt Peak            | Spacewatch           |
| 271576 | 2004 LZ14              | 11 de juny de 2004   | Socorro              | LINEAR               |
| 271577 | 2004 LT15              | 12 de juny de 2004   | Socorro              | LINEAR               |
| 271578 | 2004 LF25              | 15 de juny de 2004   | Socorro              | LINEAR               |
| 271579 | 2004 LD31              | 15 de juny de 2004   | Socorro              | LINEAR               |
| 271580 | 2004 ML3               | 20 de juny de 2004   | Junk Bond            | D. Healy             |
| 271581 | 2004 MQ3               | 16 de juny de 2004   | Socorro              | LINEAR               |
| 271582 | 2004 MZ4               | 22 de juny de 2004   | Reedy Creek          | J. Broughton         |
| 271583 | 2004 MU6               | 25 de juny de 2004   | Reedy Creek          | J. Broughton         |
| 271584 | 2004 MP8               | 29 de juny de 2004   | Siding Spring        | Siding Spring Survey |
| 271585 | 2004 NR2               | 10 de juliol de 2004 | Palomar              | NEAT                 |
| 271586 | 2004 NU4               | 9 de juliol de 2004  | Palomar              | NEAT                 |
| 271587 | 2004 NU5               | 11 de juliol de 2004 | Socorro              | LINEAR               |
| 271588 | 2004 NZ5               | 11 de juliol de 2004 | Socorro              | LINEAR               |
| 271589 | 2004 NA9               | 14 de juliol de 2004 | Reedy Creek          | J. Broughton         |
| 271590 | 2004 NS14              | 11 de juliol de 2004 | Socorro              | LINEAR               |
| 271591 | 2004 NW15              | 11 de juliol de 2004 | Socorro              | LINEAR               |
| 271592 | 2004 NZ18              | 14 de juliol de 2004 | Socorro              | LINEAR               |
| 271593 | 2004 NF22              | 11 de juliol de 2004 | Socorro              | LINEAR               |
| 271594 | 2004 NK31              | 11 de juliol de 2004 | Anderson Mesa        | LONEOS               |
| 271595 | 2004 NT32              | 15 de juliol de 2004 | Siding Spring        | Siding Spring Survey |
| 271596 | 2004 ND33              | 15 de juliol de 2004 | Socorro              | LINEAR               |
| 271597 | 2004 OD                | 16 de juliol de 2004 | Socorro              | LINEAR               |
| 271598 | 2004 OA4               | 17 de juliol de 2004 | Socorro              | LINEAR               |
| 271599 | 2004 OL5               | 16 de juliol de 2004 | Socorro              | LINEAR               |
| 271600 | 2004 OX5               | 18 de juliol de 2004 | Reedy Creek          | J. Broughton         |

## 271601-271700
| Nom    | Designació provisional | Data de descobriment  | Lloc de descobriment | Descobridor/s        |
| ------ | ---------------------- | --------------------- | -------------------- | -------------------- |
| 271601 | 2004 OC6               | 18 de juliol de 2004  | Reedy Creek          | J. Broughton         |
| 271602 | 2004 OV9               | 19 de juliol de 2004  | Reedy Creek          | J. Broughton         |
| 271603 | 2004 PL6               | 6 d'agost de 2004     | Palomar              | NEAT                 |
| 271604 | 2004 PR6               | 6 d'agost de 2004     | Palomar              | NEAT                 |
| 271605 | 2004 PU7               | 6 d'agost de 2004     | Palomar              | NEAT                 |
| 271606 | 2004 PP9               | 6 d'agost de 2004     | Campo Imperatore     | CINEOS               |
| 271607 | 2004 PW10              | 7 d'agost de 2004     | Palomar              | NEAT                 |
| 271608 | 2004 PK12              | 7 d'agost de 2004     | Palomar              | NEAT                 |
| 271609 | 2004 PM18              | 8 d'agost de 2004     | Anderson Mesa        | LONEOS               |
| 271610 | 2004 PZ20              | 7 d'agost de 2004     | Palomar              | NEAT                 |
| 271611 | 2004 PK21              | 7 d'agost de 2004     | Palomar              | NEAT                 |
| 271612 | 2004 PP24              | 8 d'agost de 2004     | Socorro              | LINEAR               |
| 271613 | 2004 PQ27              | 9 d'agost de 2004     | Reedy Creek          | J. Broughton         |
| 271614 | 2004 PD37              | 9 d'agost de 2004     | Socorro              | LINEAR               |
| 271615 | 2004 PR37              | 9 d'agost de 2004     | Socorro              | LINEAR               |
| 271616 | 2004 PT40              | 9 d'agost de 2004     | Socorro              | LINEAR               |
| 271617 | 2004 PC45              | 7 d'agost de 2004     | Palomar              | NEAT                 |
| 271618 | 2004 PT46              | 8 d'agost de 2004     | Campo Imperatore     | CINEOS               |
| 271619 | 2004 PX50              | 8 d'agost de 2004     | Socorro              | LINEAR               |
| 271620 | 2004 PD51              | 8 d'agost de 2004     | Socorro              | LINEAR               |
| 271621 | 2004 PH52              | 8 d'agost de 2004     | Socorro              | LINEAR               |
| 271622 | 2004 PP52              | 8 d'agost de 2004     | Socorro              | LINEAR               |
| 271623 | 2004 PQ55              | 8 d'agost de 2004     | Anderson Mesa        | LONEOS               |
| 271624 | 2004 PR55              | 8 d'agost de 2004     | Anderson Mesa        | LONEOS               |
| 271625 | 2004 PH57              | 9 d'agost de 2004     | Socorro              | LINEAR               |
| 271626 | 2004 PO60              | 9 d'agost de 2004     | Socorro              | LINEAR               |
| 271627 | 2004 PC64              | 10 d'agost de 2004    | Socorro              | LINEAR               |
| 271628 | 2004 PY65              | 10 d'agost de 2004    | Anderson Mesa        | LONEOS               |
| 271629 | 2004 PJ67              | 5 d'agost de 2004     | Palomar              | NEAT                 |
| 271630 | 2004 PH68              | 6 d'agost de 2004     | Palomar              | NEAT                 |
| 271631 | 2004 PM69              | 7 d'agost de 2004     | Palomar              | NEAT                 |
| 271632 | 2004 PK70              | 7 d'agost de 2004     | Campo Imperatore     | CINEOS               |
| 271633 | 2004 PU73              | 8 d'agost de 2004     | Socorro              | LINEAR               |
| 271634 | 2004 PG76              | 9 d'agost de 2004     | Anderson Mesa        | LONEOS               |
| 271635 | 2004 PS77              | 9 d'agost de 2004     | Socorro              | LINEAR               |
| 271636 | 2004 PJ79              | 9 d'agost de 2004     | Socorro              | LINEAR               |
| 271637 | 2004 PV81              | 10 d'agost de 2004    | Socorro              | LINEAR               |
| 271638 | 2004 PP85              | 10 d'agost de 2004    | Socorro              | LINEAR               |
| 271639 | 2004 PC90              | 10 d'agost de 2004    | Socorro              | LINEAR               |
| 271640 | 2004 PS93              | 8 d'agost de 2004     | Socorro              | LINEAR               |
| 271641 | 2004 PF98              | 15 d'agost de 2004    | Reedy Creek          | J. Broughton         |
| 271642 | 2004 PZ100             | 11 d'agost de 2004    | Socorro              | LINEAR               |
| 271643 | 2004 PJ101             | 11 d'agost de 2004    | Socorro              | LINEAR               |
| 271644 | 2004 PQ101             | 11 d'agost de 2004    | Socorro              | LINEAR               |
| 271645 | 2004 PW101             | 11 d'agost de 2004    | Socorro              | LINEAR               |
| 271646 | 2004 PZ103             | 12 d'agost de 2004    | Socorro              | LINEAR               |
| 271647 | 2004 PM105             | 13 d'agost de 2004    | Palomar              | NEAT                 |
| 271648 | 2004 PC109             | 11 d'agost de 2004    | Socorro              | LINEAR               |
| 271649 | 2004 QO6               | 21 d'agost de 2004    | Catalina             | CSS                  |
| 271650 | 2004 QF8               | 16 d'agost de 2004    | Siding Spring        | Siding Spring Survey |
| 271651 | 2004 QU12              | 21 d'agost de 2004    | Siding Spring        | Siding Spring Survey |
| 271652 | 2004 QQ14              | 21 d'agost de 2004    | Catalina             | CSS                  |
| 271653 | 2004 QL18              | 20 d'agost de 2004    | Catalina             | CSS                  |
| 271654 | 2004 QP25              | 26 d'agost de 2004    | Catalina             | CSS                  |
| 271655 | 2004 QR25              | 20 d'agost de 2004    | Socorro              | LINEAR               |
| 271656 | 2004 RO1               | 5 de setembre de 2004 | Palomar              | NEAT                 |
| 271657 | 2004 RP5               | 4 de setembre de 2004 | Palomar              | NEAT                 |
| 271658 | 2004 RP18              | 7 de setembre de 2004 | Kitt Peak            | Spacewatch           |
| 271659 | 2004 RJ21              | 7 de setembre de 2004 | Kitt Peak            | Spacewatch           |
| 271660 | 2004 RG23              | 7 de setembre de 2004 | Kitt Peak            | Spacewatch           |
| 271661 | 2004 RH39              | 7 de setembre de 2004 | Socorro              | LINEAR               |
| 271662 | 2004 RM40              | 7 de setembre de 2004 | Kitt Peak            | Spacewatch           |
| 271663 | 2004 RB50              | 8 de setembre de 2004 | Socorro              | LINEAR               |
| 271664 | 2004 RD52              | 8 de setembre de 2004 | Socorro              | LINEAR               |
| 271665 | 2004 RA55              | 8 de setembre de 2004 | Socorro              | LINEAR               |
| 271666 | 2004 RC55              | 8 de setembre de 2004 | Socorro              | LINEAR               |
| 271667 | 2004 RO57              | 8 de setembre de 2004 | Socorro              | LINEAR               |
| 271668 | 2004 RX59              | 8 de setembre de 2004 | Socorro              | LINEAR               |
| 271669 | 2004 RZ59              | 8 de setembre de 2004 | Socorro              | LINEAR               |
| 271670 | 2004 RP62              | 8 de setembre de 2004 | Socorro              | LINEAR               |
| 271671 | 2004 RO63              | 8 de setembre de 2004 | Socorro              | LINEAR               |
| 271672 | 2004 RF67              | 8 de setembre de 2004 | Socorro              | LINEAR               |
| 271673 | 2004 RZ67              | 8 de setembre de 2004 | Socorro              | LINEAR               |
| 271674 | 2004 RG73              | 8 de setembre de 2004 | Socorro              | LINEAR               |
| 271675 | 2004 RW73              | 8 de setembre de 2004 | Socorro              | LINEAR               |
| 271676 | 2004 RT76              | 8 de setembre de 2004 | Socorro              | LINEAR               |
| 271677 | 2004 RF77              | 8 de setembre de 2004 | Socorro              | LINEAR               |
| 271678 | 2004 RO77              | 8 de setembre de 2004 | Socorro              | LINEAR               |
| 271679 | 2004 RB79              | 8 de setembre de 2004 | Palomar              | NEAT                 |
| 271680 | 2004 RY80              | 8 de setembre de 2004 | Socorro              | LINEAR               |
| 271681 | 2004 RZ81              | 8 de setembre de 2004 | Palomar              | NEAT                 |
| 271682 | 2004 RO83              | 9 de setembre de 2004 | Socorro              | LINEAR               |
| 271683 | 2004 RW83              | 8 de setembre de 2004 | Palomar              | NEAT                 |
| 271684 | 2004 RW85              | 6 de setembre de 2004 | Siding Spring        | Siding Spring Survey |
| 271685 | 2004 RF90              | 8 de setembre de 2004 | Socorro              | LINEAR               |
| 271686 | 2004 RS92              | 8 de setembre de 2004 | Socorro              | LINEAR               |
| 271687 | 2004 RY96              | 8 de setembre de 2004 | Palomar              | NEAT                 |
| 271688 | 2004 RB100             | 8 de setembre de 2004 | Socorro              | LINEAR               |
| 271689 | 2004 RF100             | 8 de setembre de 2004 | Socorro              | LINEAR               |
| 271690 | 2004 RS101             | 8 de setembre de 2004 | Socorro              | LINEAR               |
| 271691 | 2004 RW106             | 9 de setembre de 2004 | Apache Point         | Apache Point         |
| 271692 | 2004 RY107             | 9 de setembre de 2004 | Socorro              | LINEAR               |
| 271693 | 2004 RX114             | 7 de setembre de 2004 | Socorro              | LINEAR               |
| 271694 | 2004 RW134             | 7 de setembre de 2004 | Kitt Peak            | Spacewatch           |
| 271695 | 2004 RH140             | 8 de setembre de 2004 | Socorro              | LINEAR               |
| 271696 | 2004 RN144             | 8 de setembre de 2004 | Palomar              | NEAT                 |
| 271697 | 2004 RD145             | 9 de setembre de 2004 | Socorro              | LINEAR               |
| 271698 | 2004 RL146             | 9 de setembre de 2004 | Socorro              | LINEAR               |
| 271699 | 2004 RJ147             | 9 de setembre de 2004 | Socorro              | LINEAR               |
| 271700 | 2004 RQ148             | 9 de setembre de 2004 | Socorro              | LINEAR               |

## 271701-271800
| Nom            | Designació provisional | Data de descobriment   | Lloc de descobriment | Descobridor/s  |
| -------------- | ---------------------- | ---------------------- | -------------------- | -------------- |
| 271701         | 2004 RU148             | 9 de setembre de 2004  | Socorro              | LINEAR         |
| 271702         | 2004 RG154             | 10 de setembre de 2004 | Socorro              | LINEAR         |
| 271703         | 2004 RT154             | 10 de setembre de 2004 | Socorro              | LINEAR         |
| 271704         | 2004 RB156             | 10 de setembre de 2004 | Socorro              | LINEAR         |
| 271705         | 2004 RL158             | 10 de setembre de 2004 | Socorro              | LINEAR         |
| 271706         | 2004 RP172             | 9 de setembre de 2004  | Kitt Peak            | Spacewatch     |
| 271707         | 2004 RW180             | 10 de setembre de 2004 | Socorro              | LINEAR         |
| 271708         | 2004 RG182             | 10 de setembre de 2004 | Socorro              | LINEAR         |
| 271709         | 2004 RT184             | 10 de setembre de 2004 | Socorro              | LINEAR         |
| 271710         | 2004 RV185             | 10 de setembre de 2004 | Socorro              | LINEAR         |
| 271711         | 2004 RN191             | 10 de setembre de 2004 | Socorro              | LINEAR         |
| 271712         | 2004 RR193             | 10 de setembre de 2004 | Socorro              | LINEAR         |
| 271713         | 2004 RU200             | 10 de setembre de 2004 | Socorro              | LINEAR         |
| 271714         | 2004 RE203             | 11 de setembre de 2004 | Kitt Peak            | Spacewatch     |
| 271715         | 2004 RK204             | 12 de setembre de 2004 | Socorro              | LINEAR         |
| 271716         | 2004 RY212             | 11 de setembre de 2004 | Socorro              | LINEAR         |
| 271717         | 2004 RY215             | 11 de setembre de 2004 | Socorro              | LINEAR         |
| 271718         | 2004 RA217             | 11 de setembre de 2004 | Socorro              | LINEAR         |
| 271719         | 2004 RT219             | 11 de setembre de 2004 | Socorro              | LINEAR         |
| 271720         | 2004 RD226             | 9 de setembre de 2004  | Socorro              | LINEAR         |
| 271721         | 2004 RV228             | 9 de setembre de 2004  | Kitt Peak            | Spacewatch     |
| 271722         | 2004 RH233             | 9 de setembre de 2004  | Kitt Peak            | Spacewatch     |
| 271723         | 2004 RP234             | 10 de setembre de 2004 | Kitt Peak            | Spacewatch     |
| 271724         | 2004 RX238             | 10 de setembre de 2004 | Kitt Peak            | Spacewatch     |
| 271725         | 2004 RF240             | 10 de setembre de 2004 | Kitt Peak            | Spacewatch     |
| 271726         | 2004 RD241             | 10 de setembre de 2004 | Kitt Peak            | Spacewatch     |
| 271727         | 2004 RO246             | 10 de setembre de 2004 | Kitt Peak            | Spacewatch     |
| 271728         | 2004 RC251             | 14 de setembre de 2004 | Socorro              | LINEAR         |
| 271729         | 2004 RL256             | 8 de setembre de 2004  | Socorro              | LINEAR         |
| 271730         | 2004 RB260             | 10 de setembre de 2004 | Kitt Peak            | Spacewatch     |
| 271731         | 2004 RC269             | 11 de setembre de 2004 | Kitt Peak            | Spacewatch     |
| 271732         | 2004 RG273             | 11 de setembre de 2004 | Kitt Peak            | Spacewatch     |
| 271733         | 2004 RN288             | 15 de setembre de 2004 | 7300                 | W. K. Y. Yeung |
| 271734         | 2004 RC292             | 10 de setembre de 2004 | Socorro              | LINEAR         |
| 271735         | 2004 RD292             | 10 de setembre de 2004 | Socorro              | LINEAR         |
| 271736         | 2004 RB293             | 11 de setembre de 2004 | Palomar              | NEAT           |
| 271737         | 2004 RD293             | 11 de setembre de 2004 | Kitt Peak            | Spacewatch     |
| 271738         | 2004 RV298             | 11 de setembre de 2004 | Kitt Peak            | Spacewatch     |
| 271739         | 2004 RB302             | 11 de setembre de 2004 | Kitt Peak            | Spacewatch     |
| 271740         | 2004 RQ308             | 13 de setembre de 2004 | Socorro              | LINEAR         |
| 271741         | 2004 RF310             | 13 de setembre de 2004 | Palomar              | NEAT           |
| 271742         | 2004 RG317             | 11 de setembre de 2004 | Palomar              | NEAT           |
| 271743         | 2004 RJ317             | 11 de setembre de 2004 | Palomar              | NEAT           |
| 271744         | 2004 RB324             | 13 de setembre de 2004 | Socorro              | LINEAR         |
| 271745         | 2004 RM324             | 13 de setembre de 2004 | Socorro              | LINEAR         |
| 271746         | 2004 RT325             | 13 de setembre de 2004 | Socorro              | LINEAR         |
| 271747         | 2004 RN330             | 15 de setembre de 2004 | Kitt Peak            | Spacewatch     |
| 271748         | 2004 RC336             | 15 de setembre de 2004 | Kitt Peak            | Spacewatch     |
| 271749         | 2004 RF337             | 15 de setembre de 2004 | Kitt Peak            | Spacewatch     |
| 271750         | 2004 RG338             | 15 de setembre de 2004 | Kitt Peak            | Spacewatch     |
| 271751         | 2004 RQ340             | 7 de setembre de 2004  | Socorro              | LINEAR         |
| 271752         | 2004 RS341             | 9 de setembre de 2004  | Socorro              | LINEAR         |
| 271753         | 2004 RD344             | 13 de setembre de 2004 | Anderson Mesa        | LONEOS         |
| 271754         | 2004 RB345             | 10 de setembre de 2004 | Socorro              | LINEAR         |
| 271755         | 2004 RA346             | 10 de setembre de 2004 | Socorro              | LINEAR         |
| 271756         | 2004 RQ346             | 10 de setembre de 2004 | Socorro              | LINEAR         |
| 271757         | 2004 RZ355             | 4 de setembre de 2004  | Palomar              | NEAT           |
| 271758         | 2004 SF1               | 16 de setembre de 2004 | Kitt Peak            | Spacewatch     |
| 271759         | 2004 SE3               | 16 de setembre de 2004 | Socorro              | LINEAR         |
| 271760         | 2004 SH4               | 17 de setembre de 2004 | Kitt Peak            | Spacewatch     |
| 271761         | 2004 SV7               | 17 de setembre de 2004 | Kitt Peak            | Spacewatch     |
| 271762         | 2004 SC14              | 17 de setembre de 2004 | Socorro              | LINEAR         |
| 271763 Hebrewu | 2004 SO26              | 17 de setembre de 2004 | Vail-Jarnac          | Jarnac         |
| 271764         | 2004 SZ31              | 17 de setembre de 2004 | Socorro              | LINEAR         |
| 271765         | 2004 SX32              | 17 de setembre de 2004 | Socorro              | LINEAR         |
| 271766         | 2004 SV35              | 17 de setembre de 2004 | Kitt Peak            | Spacewatch     |
| 271767         | 2004 SP39              | 17 de setembre de 2004 | Socorro              | LINEAR         |
| 271768         | 2004 SK42              | 18 de setembre de 2004 | Socorro              | LINEAR         |
| 271769         | 2004 SM48              | 18 de setembre de 2004 | Socorro              | LINEAR         |
| 271770         | 2004 SA51              | 22 de setembre de 2004 | Kitt Peak            | Spacewatch     |
| 271771         | 2004 SR55              | 23 de setembre de 2004 | Kitt Peak            | Spacewatch     |
| 271772         | 2004 TA                | 2 d'octubre de 2004    | Three Buttes         | G. R. Jones    |
| 271773         | 2004 TL8               | 4 d'octubre de 2004    | Palomar              | NEAT           |
| 271774         | 2004 TO12              | 9 d'octubre de 2004    | Kitt Peak            | Spacewatch     |
| 271775         | 2004 TZ12              | 8 d'octubre de 2004    | Goodricke-Pigott     | R. A. Tucker   |
| 271776         | 2004 TC13              | 6 d'octubre de 2004    | Socorro              | LINEAR         |
| 271777         | 2004 TN15              | 9 d'octubre de 2004    | Socorro              | LINEAR         |
| 271778         | 2004 TF20              | 15 d'octubre de 2004   | Socorro              | LINEAR         |
| 271779         | 2004 TG22              | 4 d'octubre de 2004    | Kitt Peak            | Spacewatch     |
| 271780         | 2004 TH22              | 4 d'octubre de 2004    | Kitt Peak            | Spacewatch     |
| 271781         | 2004 TZ26              | 4 d'octubre de 2004    | Kitt Peak            | Spacewatch     |
| 271782         | 2004 TE28              | 4 d'octubre de 2004    | Kitt Peak            | Spacewatch     |
| 271783         | 2004 TY28              | 4 d'octubre de 2004    | Kitt Peak            | Spacewatch     |
| 271784         | 2004 TP33              | 4 d'octubre de 2004    | Kitt Peak            | Spacewatch     |
| 271785         | 2004 TQ37              | 4 d'octubre de 2004    | Kitt Peak            | Spacewatch     |
| 271786         | 2004 TV37              | 4 d'octubre de 2004    | Kitt Peak            | Spacewatch     |
| 271787         | 2004 TF41              | 4 d'octubre de 2004    | Anderson Mesa        | LONEOS         |
| 271788         | 2004 TR42              | 4 d'octubre de 2004    | Kitt Peak            | Spacewatch     |
| 271789         | 2004 TS45              | 4 d'octubre de 2004    | Kitt Peak            | Spacewatch     |
| 271790         | 2004 TZ47              | 4 d'octubre de 2004    | Kitt Peak            | Spacewatch     |
| 271791         | 2004 TB48              | 4 d'octubre de 2004    | Kitt Peak            | Spacewatch     |
| 271792         | 2004 TT48              | 4 d'octubre de 2004    | Kitt Peak            | Spacewatch     |
| 271793         | 2004 TQ50              | 4 d'octubre de 2004    | Kitt Peak            | Spacewatch     |
| 271794         | 2004 TX54              | 4 d'octubre de 2004    | Kitt Peak            | Spacewatch     |
| 271795         | 2004 TP56              | 5 d'octubre de 2004    | Kitt Peak            | Spacewatch     |
| 271796         | 2004 TN57              | 5 d'octubre de 2004    | Kitt Peak            | Spacewatch     |
| 271797         | 2004 TJ61              | 5 d'octubre de 2004    | Anderson Mesa        | LONEOS         |
| 271798         | 2004 TX62              | 5 d'octubre de 2004    | Kitt Peak            | Spacewatch     |
| 271799         | 2004 TE68              | 5 d'octubre de 2004    | Anderson Mesa        | LONEOS         |
| 271800         | 2004 TQ69              | 5 d'octubre de 2004    | Anderson Mesa        | LONEOS         |

## 271801-271900
| Nom    | Designació provisional | Data de descobriment   | Lloc de descobriment | Descobridor/s              |
| ------ | ---------------------- | ---------------------- | -------------------- | -------------------------- |
| 271801 | 2004 TD78              | 4 d'octubre de 2004    | Apache Point         | Apache Point               |
| 271802 | 2004 TC82              | 5 d'octubre de 2004    | Kitt Peak            | Spacewatch                 |
| 271803 | 2004 TB86              | 5 d'octubre de 2004    | Kitt Peak            | Spacewatch                 |
| 271804 | 2004 TE88              | 5 d'octubre de 2004    | Kitt Peak            | Spacewatch                 |
| 271805 | 2004 TU90              | 5 d'octubre de 2004    | Kitt Peak            | Spacewatch                 |
| 271806 | 2004 TZ93              | 5 d'octubre de 2004    | Kitt Peak            | Spacewatch                 |
| 271807 | 2004 TB95              | 5 d'octubre de 2004    | Kitt Peak            | Spacewatch                 |
| 271808 | 2004 TJ97              | 5 d'octubre de 2004    | Kitt Peak            | Spacewatch                 |
| 271809 | 2004 TL101             | 6 d'octubre de 2004    | Kitt Peak            | Spacewatch                 |
| 271810 | 2004 TX102             | 6 d'octubre de 2004    | Palomar              | NEAT                       |
| 271811 | 2004 TV106             | 7 d'octubre de 2004    | Socorro              | LINEAR                     |
| 271812 | 2004 TR117             | 5 d'octubre de 2004    | Anderson Mesa        | LONEOS                     |
| 271813 | 2004 TH118             | 5 d'octubre de 2004    | Anderson Mesa        | LONEOS                     |
| 271814 | 2004 TW119             | 6 d'octubre de 2004    | Palomar              | NEAT                       |
| 271815 | 2004 TO123             | 7 d'octubre de 2004    | Anderson Mesa        | LONEOS                     |
| 271816 | 2004 TU123             | 7 d'octubre de 2004    | Anderson Mesa        | LONEOS                     |
| 271817 | 2004 TR124             | 7 d'octubre de 2004    | Socorro              | LINEAR                     |
| 271818 | 2004 TB128             | 7 d'octubre de 2004    | Socorro              | LINEAR                     |
| 271819 | 2004 TZ129             | 7 d'octubre de 2004    | Socorro              | LINEAR                     |
| 271820 | 2004 TN137             | 8 d'octubre de 2004    | Anderson Mesa        | LONEOS                     |
| 271821 | 2004 TF138             | 9 d'octubre de 2004    | Anderson Mesa        | LONEOS                     |
| 271822 | 2004 TE145             | 4 d'octubre de 2004    | Kitt Peak            | Spacewatch                 |
| 271823 | 2004 TD146             | 5 d'octubre de 2004    | Kitt Peak            | Spacewatch                 |
| 271824 | 2004 TL146             | 5 d'octubre de 2004    | Kitt Peak            | Spacewatch                 |
| 271825 | 2004 TN154             | 6 d'octubre de 2004    | Kitt Peak            | Spacewatch                 |
| 271826 | 2004 TN156             | 6 d'octubre de 2004    | Kitt Peak            | Spacewatch                 |
| 271827 | 2004 TG160             | 6 d'octubre de 2004    | Kitt Peak            | Spacewatch                 |
| 271828 | 2004 TO167             | 7 d'octubre de 2004    | Kitt Peak            | Spacewatch                 |
| 271829 | 2004 TS167             | 7 d'octubre de 2004    | Kitt Peak            | Spacewatch                 |
| 271830 | 2004 TO169             | 7 d'octubre de 2004    | Socorro              | LINEAR                     |
| 271831 | 2004 TW170             | 7 d'octubre de 2004    | Socorro              | LINEAR                     |
| 271832 | 2004 TT171             | 8 d'octubre de 2004    | Socorro              | LINEAR                     |
| 271833 | 2004 TG173             | 8 d'octubre de 2004    | Socorro              | LINEAR                     |
| 271834 | 2004 TE185             | 7 d'octubre de 2004    | Kitt Peak            | Spacewatch                 |
| 271835 | 2004 TH187             | 7 d'octubre de 2004    | Kitt Peak            | Spacewatch                 |
| 271836 | 2004 TM187             | 7 d'octubre de 2004    | Kitt Peak            | Spacewatch                 |
| 271837 | 2004 TH197             | 7 d'octubre de 2004    | Kitt Peak            | Spacewatch                 |
| 271838 | 2004 TC198             | 7 d'octubre de 2004    | Kitt Peak            | Spacewatch                 |
| 271839 | 2004 TG199             | 7 d'octubre de 2004    | Kitt Peak            | Spacewatch                 |
| 271840 | 2004 TE206             | 7 d'octubre de 2004    | Kitt Peak            | Spacewatch                 |
| 271841 | 2004 TW206             | 7 d'octubre de 2004    | Kitt Peak            | Spacewatch                 |
| 271842 | 2004 TP215             | 10 d'octubre de 2004   | Kitt Peak            | Spacewatch                 |
| 271843 | 2004 TG217             | 5 d'octubre de 2004    | Kitt Peak            | Spacewatch                 |
| 271844 | 2004 TP222             | 7 d'octubre de 2004    | Palomar              | NEAT                       |
| 271845 | 2004 TV227             | 8 d'octubre de 2004    | Kitt Peak            | Spacewatch                 |
| 271846 | 2004 TU228             | 8 d'octubre de 2004    | Kitt Peak            | Spacewatch                 |
| 271847 | 2004 TS235             | 8 d'octubre de 2004    | Kitt Peak            | Spacewatch                 |
| 271848 | 2004 TC241             | 10 d'octubre de 2004   | Socorro              | LINEAR                     |
| 271849 | 2004 TX242             | 6 d'octubre de 2004    | Socorro              | LINEAR                     |
| 271850 | 2004 TE243             | 6 d'octubre de 2004    | Socorro              | LINEAR                     |
| 271851 | 2004 TD247             | 7 d'octubre de 2004    | Socorro              | LINEAR                     |
| 271852 | 2004 TR248             | 7 d'octubre de 2004    | Kitt Peak            | Spacewatch                 |
| 271853 | 2004 TP253             | 9 d'octubre de 2004    | Kitt Peak            | Spacewatch                 |
| 271854 | 2004 TA258             | 9 d'octubre de 2004    | Kitt Peak            | Spacewatch                 |
| 271855 | 2004 TJ265             | 9 d'octubre de 2004    | Kitt Peak            | Spacewatch                 |
| 271856 | 2004 TR270             | 9 d'octubre de 2004    | Kitt Peak            | Spacewatch                 |
| 271857 | 2004 TH272             | 9 d'octubre de 2004    | Kitt Peak            | Spacewatch                 |
| 271858 | 2004 TO273             | 9 d'octubre de 2004    | Kitt Peak            | Spacewatch                 |
| 271859 | 2004 TN277             | 9 d'octubre de 2004    | Kitt Peak            | Spacewatch                 |
| 271860 | 2004 TG278             | 9 d'octubre de 2004    | Kitt Peak            | Spacewatch                 |
| 271861 | 2004 TX279             | 10 d'octubre de 2004   | Kitt Peak            | Spacewatch                 |
| 271862 | 2004 TE286             | 8 d'octubre de 2004    | Kitt Peak            | Spacewatch                 |
| 271863 | 2004 TS291             | 10 d'octubre de 2004   | Kitt Peak            | Spacewatch                 |
| 271864 | 2004 TV299             | 8 d'octubre de 2004    | Kitt Peak            | Spacewatch                 |
| 271865 | 2004 TM305             | 10 d'octubre de 2004   | Kitt Peak            | Spacewatch                 |
| 271866 | 2004 TF310             | 10 d'octubre de 2004   | Socorro              | LINEAR                     |
| 271867 | 2004 TN311             | 11 d'octubre de 2004   | Kitt Peak            | Spacewatch                 |
| 271868 | 2004 TC326             | 14 d'octubre de 2004   | Socorro              | LINEAR                     |
| 271869 | 2004 TN330             | 9 d'octubre de 2004    | Kitt Peak            | Spacewatch                 |
| 271870 | 2004 TP332             | 9 d'octubre de 2004    | Kitt Peak            | Spacewatch                 |
| 271871 | 2004 TR332             | 9 d'octubre de 2004    | Kitt Peak            | Spacewatch                 |
| 271872 | 2004 TU335             | 10 d'octubre de 2004   | Kitt Peak            | Spacewatch                 |
| 271873 | 2004 TU336             | 11 d'octubre de 2004   | Kitt Peak            | Spacewatch                 |
| 271874 | 2004 TM337             | 12 d'octubre de 2004   | Kitt Peak            | Spacewatch                 |
| 271875 | 2004 TO343             | 14 d'octubre de 2004   | Socorro              | LINEAR                     |
| 271876 | 2004 TY350             | 10 d'octubre de 2004   | Kitt Peak            | Spacewatch                 |
| 271877 | 2004 TE354             | 11 d'octubre de 2004   | Kitt Peak            | M. W. Buie                 |
| 271878 | 2004 TQ359             | 9 d'octubre de 2004    | Anderson Mesa        | LONEOS                     |
| 271879 | 2004 UL7               | 21 d'octubre de 2004   | Socorro              | LINEAR                     |
| 271880 | 2004 UO7               | 21 d'octubre de 2004   | Socorro              | LINEAR                     |
| 271881 | 2004 UO9               | 25 d'octubre de 2004   | Socorro              | LINEAR                     |
| 271882 | 2004 US9               | 19 d'octubre de 2004   | Socorro              | LINEAR                     |
| 271883 | 2004 VA2               | 2 de novembre de 2004  | Anderson Mesa        | LONEOS                     |
| 271884 | 2004 VX2               | 3 de novembre de 2004  | Kitt Peak            | Spacewatch                 |
| 271885 | 2004 VT3               | 3 de novembre de 2004  | Kitt Peak            | Spacewatch                 |
| 271886 | 2004 VF6               | 3 de novembre de 2004  | Kitt Peak            | Spacewatch                 |
| 271887 | 2004 VN12              | 3 de novembre de 2004  | Palomar              | NEAT                       |
| 271888 | 2004 VG14              | 4 de novembre de 2004  | Anderson Mesa        | LONEOS                     |
| 271889 | 2004 VX15              | 2 de novembre de 2004  | Anderson Mesa        | LONEOS                     |
| 271890 | 2004 VW22              | 4 de novembre de 2004  | Catalina             | CSS                        |
| 271891 | 2004 VK24              | 5 de novembre de 2004  | Needville            | J. Dellinger, P. Garossino |
| 271892 | 2004 VU28              | 3 de novembre de 2004  | Kitt Peak            | Spacewatch                 |
| 271893 | 2004 VA34              | 3 de novembre de 2004  | Kitt Peak            | Spacewatch                 |
| 271894 | 2004 VL37              | 4 de novembre de 2004  | Kitt Peak            | Spacewatch                 |
| 271895 | 2004 VA43              | 4 de novembre de 2004  | Kitt Peak            | Spacewatch                 |
| 271896 | 2004 VK43              | 4 de novembre de 2004  | Kitt Peak            | Spacewatch                 |
| 271897 | 2004 VM45              | 4 de novembre de 2004  | Kitt Peak            | Spacewatch                 |
| 271898 | 2004 VH57              | 5 de novembre de 2004  | Palomar              | NEAT                       |
| 271899 | 2004 VQ66              | 4 de novembre de 2004  | Catalina             | CSS                        |
| 271900 | 2004 VS71              | 10 de novembre de 2004 | Kitt Peak            | M. W. Buie                 |

## 271901-272000
| Nom    | Designació provisional | Data de descobriment   | Lloc de descobriment | Descobridor/s          |
| ------ | ---------------------- | ---------------------- | -------------------- | ---------------------- |
| 271901 | 2004 VP73              | 7 de novembre de 2004  | Palomar              | NEAT                   |
| 271902 | 2004 VK79              | 3 de novembre de 2004  | Kitt Peak            | Spacewatch             |
| 271903 | 2004 WB5               | 18 de novembre de 2004 | Socorro              | LINEAR                 |
| 271904 | 2004 WS5               | 19 de novembre de 2004 | Kitt Peak            | Spacewatch             |
| 271905 | 2004 XR4               | 2 de desembre de 2004  | Socorro              | LINEAR                 |
| 271906 | 2004 XB6               | 9 de desembre de 2004  | Catalina             | CSS                    |
| 271907 | 2004 XB7               | 2 de desembre de 2004  | Socorro              | LINEAR                 |
| 271908 | 2004 XA8               | 2 de desembre de 2004  | Kitt Peak            | Spacewatch             |
| 271909 | 2004 XY15              | 10 de desembre de 2004 | Kitt Peak            | Spacewatch             |
| 271910 | 2004 XX22              | 8 de desembre de 2004  | Socorro              | LINEAR                 |
| 271911 | 2004 XA27              | 10 de desembre de 2004 | Socorro              | LINEAR                 |
| 271912 | 2004 XU28              | 10 de desembre de 2004 | Kitt Peak            | Spacewatch             |
| 271913 | 2004 XU30              | 10 de desembre de 2004 | Socorro              | LINEAR                 |
| 271914 | 2004 XB35              | 11 de desembre de 2004 | Kitt Peak            | Spacewatch             |
| 271915 | 2004 XV37              | 7 de desembre de 2004  | Socorro              | LINEAR                 |
| 271916 | 2004 XZ37              | 7 de desembre de 2004  | Socorro              | LINEAR                 |
| 271917 | 2004 XT43              | 11 de desembre de 2004 | Kitt Peak            | Spacewatch             |
| 271918 | 2004 XB44              | 11 de desembre de 2004 | Campo Imperatore     | CINEOS                 |
| 271919 | 2004 XM45              | 9 de desembre de 2004  | Kitt Peak            | Spacewatch             |
| 271920 | 2004 XM58              | 10 de desembre de 2004 | Kitt Peak            | Spacewatch             |
| 271921 | 2004 XY64              | 2 de desembre de 2004  | Socorro              | LINEAR                 |
| 271922 | 2004 XA70              | 10 de desembre de 2004 | Campo Imperatore     | CINEOS                 |
| 271923 | 2004 XK75              | 9 de desembre de 2004  | Kitt Peak            | Spacewatch             |
| 271924 | 2004 XA88              | 9 de desembre de 2004  | Socorro              | LINEAR                 |
| 271925 | 2004 XO100             | 14 de desembre de 2004 | Socorro              | LINEAR                 |
| 271926 | 2004 XY101             | 10 de desembre de 2004 | Socorro              | LINEAR                 |
| 271927 | 2004 XX108             | 12 de desembre de 2004 | Kitt Peak            | Spacewatch             |
| 271928 | 2004 XH110             | 14 de desembre de 2004 | Socorro              | LINEAR                 |
| 271929 | 2004 XX110             | 14 de desembre de 2004 | Catalina             | CSS                    |
| 271930 | 2004 XW116             | 12 de desembre de 2004 | Kitt Peak            | Spacewatch             |
| 271931 | 2004 XS117             | 12 de desembre de 2004 | Kitt Peak            | Spacewatch             |
| 271932 | 2004 XV125             | 11 de desembre de 2004 | Catalina             | CSS                    |
| 271933 | 2004 XA129             | 14 de desembre de 2004 | Catalina             | CSS                    |
| 271934 | 2004 XR134             | 15 de desembre de 2004 | Socorro              | LINEAR                 |
| 271935 | 2004 XX145             | 14 de desembre de 2004 | Catalina             | CSS                    |
| 271936 | 2004 XY147             | 14 de desembre de 2004 | Catalina             | CSS                    |
| 271937 | 2004 XR167             | 3 de desembre de 2004  | Kitt Peak            | Spacewatch             |
| 271938 | 2004 XG169             | 9 de desembre de 2004  | Kitt Peak            | Spacewatch             |
| 271939 | 2004 XQ176             | 11 de desembre de 2004 | Kitt Peak            | Spacewatch             |
| 271940 | 2004 XE191             | 2 de desembre de 2004  | Socorro              | LINEAR                 |
| 271941 | 2004 YY                | 16 de desembre de 2004 | Catalina             | CSS                    |
| 271942 | 2004 YW19              | 18 de desembre de 2004 | Mount Lemmon         | Mt. Lemmon Survey      |
| 271943 | 2004 YJ29              | 16 de desembre de 2004 | Kitt Peak            | Spacewatch             |
| 271944 | 2004 YG32              | 19 de desembre de 2004 | Socorro              | LINEAR                 |
| 271945 | 2005 AU2               | 6 de gener de 2005     | Catalina             | CSS                    |
| 271946 | 2005 AF4               | 6 de gener de 2005     | Catalina             | CSS                    |
| 271947 | 2005 AO5               | 6 de gener de 2005     | Catalina             | CSS                    |
| 271948 | 2005 AW17              | 6 de gener de 2005     | Socorro              | LINEAR                 |
| 271949 | 2005 AZ19              | 6 de gener de 2005     | Socorro              | LINEAR                 |
| 271950 | 2005 AF23              | 7 de gener de 2005     | Socorro              | LINEAR                 |
| 271951 | 2005 AR23              | 7 de gener de 2005     | Socorro              | LINEAR                 |
| 271952 | 2005 AN25              | 8 de gener de 2005     | Campo Imperatore     | CINEOS                 |
| 271953 | 2005 AB31              | 11 de gener de 2005    | Socorro              | LINEAR                 |
| 271954 | 2005 AK35              | 13 de gener de 2005    | Socorro              | LINEAR                 |
| 271955 | 2005 AN37              | 13 de gener de 2005    | Kitt Peak            | Spacewatch             |
| 271956 | 2005 AC38              | 13 de gener de 2005    | Kitt Peak            | Spacewatch             |
| 271957 | 2005 AQ38              | 13 de gener de 2005    | Catalina             | CSS                    |
| 271958 | 2005 AT47              | 13 de gener de 2005    | Vail-Jarnac          | Jarnac                 |
| 271959 | 2005 AW48              | 13 de gener de 2005    | Kitt Peak            | Spacewatch             |
| 271960 | 2005 AW49              | 13 de gener de 2005    | Socorro              | LINEAR                 |
| 271961 | 2005 AS57              | 15 de gener de 2005    | Catalina             | CSS                    |
| 271962 | 2005 AW57              | 15 de gener de 2005    | Catalina             | CSS                    |
| 271963 | 2005 AR58              | 15 de gener de 2005    | Socorro              | LINEAR                 |
| 271964 | 2005 AW60              | 15 de gener de 2005    | Kitt Peak            | Spacewatch             |
| 271965 | 2005 AV69              | 15 de gener de 2005    | Kitt Peak            | Spacewatch             |
| 271966 | 2005 AJ77              | 15 de gener de 2005    | Kitt Peak            | Spacewatch             |
| 271967 | 2005 AP77              | 15 de gener de 2005    | Kitt Peak            | Spacewatch             |
| 271968 | 2005 AX77              | 15 de gener de 2005    | Kitt Peak            | Spacewatch             |
| 271969 | 2005 AT78              | 15 de gener de 2005    | Kitt Peak            | Spacewatch             |
| 271970 | 2005 AB79              | 15 de gener de 2005    | Kitt Peak            | Spacewatch             |
| 271971 | 2005 AE81              | 15 de gener de 2005    | Kitt Peak            | Spacewatch             |
| 271972 | 2005 AU82              | 8 de gener de 2005     | Campo Imperatore     | CINEOS                 |
| 271973 | 2005 BJ2               | 16 de gener de 2005    | Socorro              | LINEAR                 |
| 271974 | 2005 BA9               | 16 de gener de 2005    | Socorro              | LINEAR                 |
| 271975 | 2005 BC14              | 16 de gener de 2005    | Socorro              | LINEAR                 |
| 271976 | 2005 BZ24              | 17 de gener de 2005    | Socorro              | LINEAR                 |
| 271977 | 2005 BB29              | 31 de gener de 2005    | Palomar              | NEAT                   |
| 271978 | 2005 BN35              | 16 de gener de 2005    | Mauna Kea            | C. Veillet             |
| 271979 | 2005 BX36              | 16 de gener de 2005    | Mauna Kea            | C. Veillet             |
| 271980 | 2005 BP43              | 16 de gener de 2005    | Mauna Kea            | C. Veillet             |
| 271981 | 2005 CG6               | 1 de febrer de 2005    | Kitt Peak            | Spacewatch             |
| 271982 | 2005 CV9               | 1 de febrer de 2005    | Kitt Peak            | Spacewatch             |
| 271983 | 2005 CV12              | 2 de febrer de 2005    | Palomar              | NEAT                   |
| 271984 | 2005 CN14              | 2 de febrer de 2005    | Kitt Peak            | Spacewatch             |
| 271985 | 2005 CG15              | 2 de febrer de 2005    | Kitt Peak            | Spacewatch             |
| 271986 | 2005 CH16              | 2 de febrer de 2005    | Socorro              | LINEAR                 |
| 271987 | 2005 CY16              | 2 de febrer de 2005    | Socorro              | LINEAR                 |
| 271988 | 2005 CD17              | 2 de febrer de 2005    | Socorro              | LINEAR                 |
| 271989 | 2005 CH22              | 3 de febrer de 2005    | Socorro              | LINEAR                 |
| 271990 | 2005 CX25              | 2 de febrer de 2005    | Catalina             | CSS                    |
| 271991 | 2005 CL26              | 1 de febrer de 2005    | Catalina             | CSS                    |
| 271992 | 2005 CV27              | 2 de febrer de 2005    | Catalina             | CSS                    |
| 271993 | 2005 CC31              | 1 de febrer de 2005    | Kitt Peak            | Spacewatch             |
| 271994 | 2005 CV31              | 1 de febrer de 2005    | Kitt Peak            | Spacewatch             |
| 271995 | 2005 CB34              | 2 de febrer de 2005    | Kitt Peak            | Spacewatch             |
| 271996 | 2005 CW34              | 2 de febrer de 2005    | Kitt Peak            | Spacewatch             |
| 271997 | 2005 CL38              | 4 de febrer de 2005    | Socorro              | LINEAR                 |
| 271998 | 2005 CT38              | 9 de febrer de 2005    | La Silla             | C. Vuissoz, R. Behrend |
| 271999 | 2005 CC43              | 2 de febrer de 2005    | Socorro              | LINEAR                 |
| 272000 | 2005 CX46              | 2 de febrer de 2005    | Kitt Peak            | Spacewatch             |